# Metro Istanbul

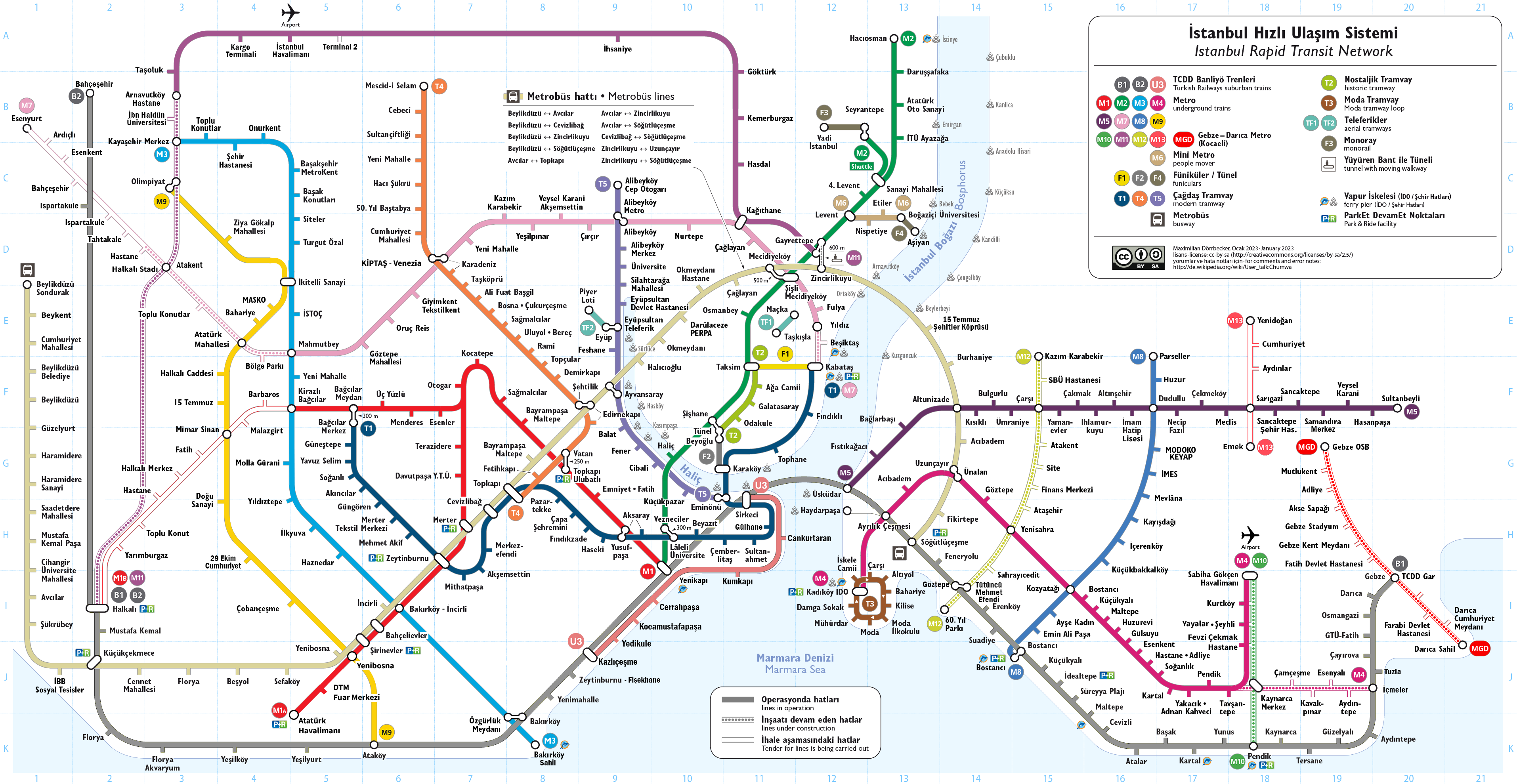
Schematischer Netzplan mit S-Bahn, Tram und Metrobüs

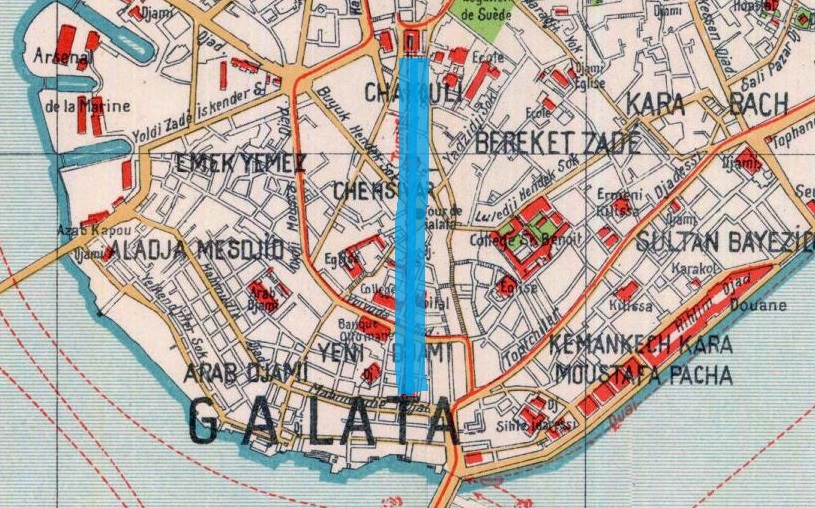
Stadtplan des Stadtteils Galata von 1922. Der blau eingezeichnete in Nord-Süd-Richtung verlaufende Tünel ist die älteste U-Bahn-Linie Istanbuls.

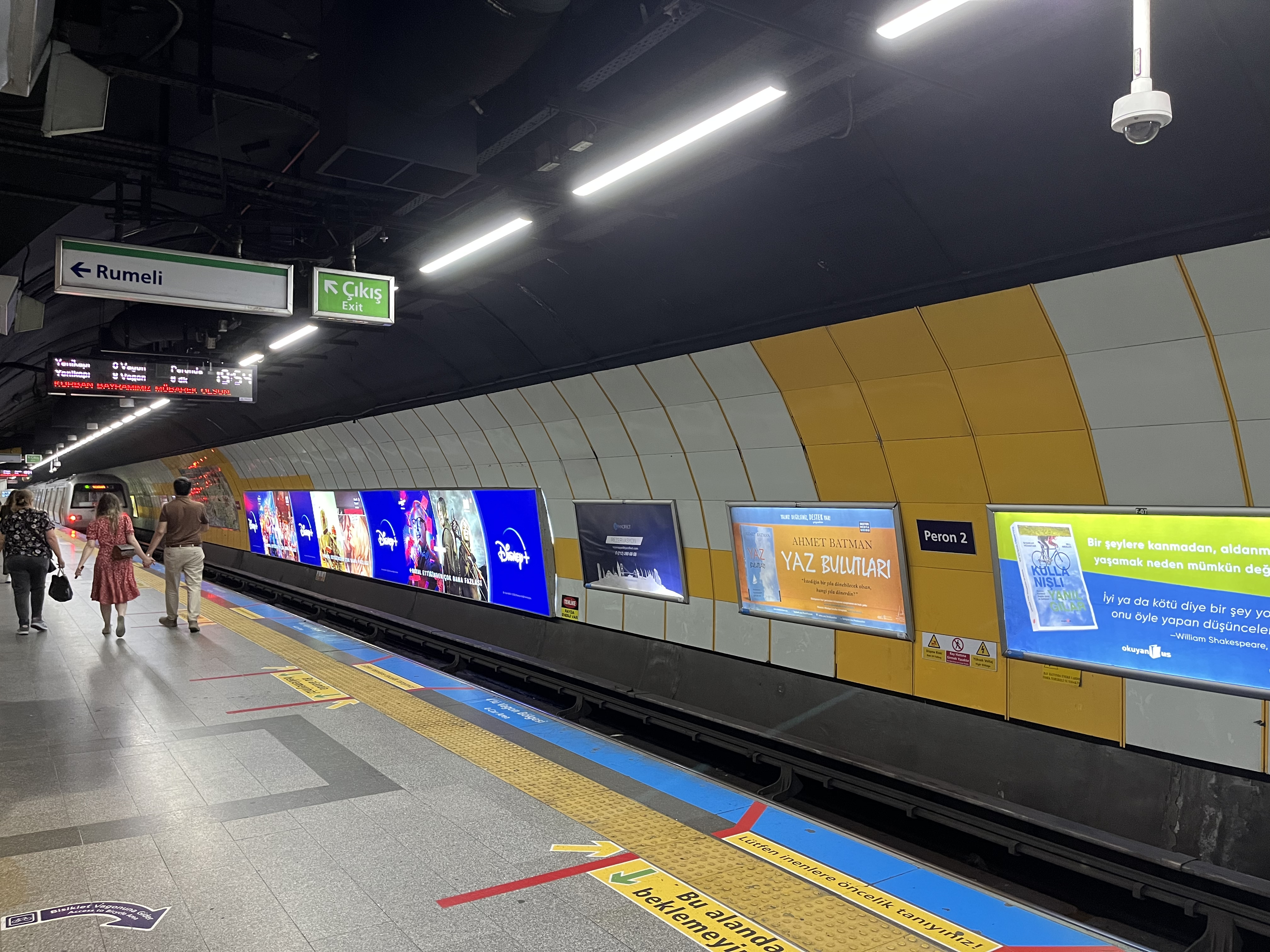
Station Osmanbey

Die Metro Istanbul (türkisch İstanbul metrosu) ist das U-Bahn-System der türkischen 15-Millionen-Stadt Istanbul. Es wurde 1989 eröffnet und besteht aus den Linien M1A, M1B, M2, M3, M4, M5, M6, M7, M8, M9 und M11. Das von der städtischen Nahverkehrsgesellschaft İstanbul Ulaşım betriebene U-Bahn-Netz befindet sich im Ausbau und umfasst derzeit 101 Stationen, 72 davon auf der europäischen Seite der Stadt und hat eine Streckenlänge von 243,3 km (Stand: März 2024). Die Metro gehört neben der Marmaray, der Stadtbahn, der Tram, dem Metrobus und dem Stadtbus- sowie Fährliniennetz zum Rückgrat des öffentlichen Personennahverkehrs der Großstadt.

## Geschichte

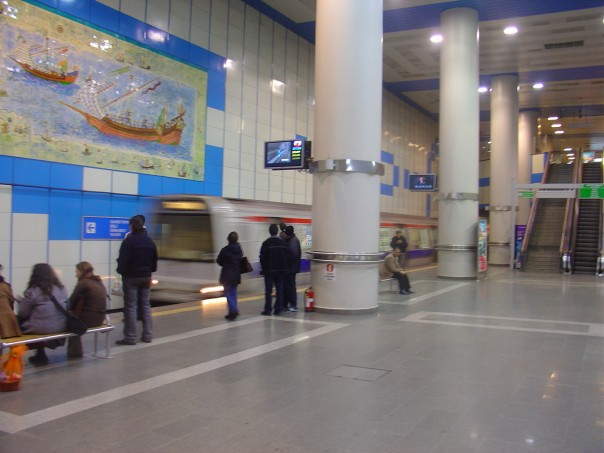
Station Levent

Istanbul hat die zweitälteste Untergrundbahn auf dem europäischen Kontinent. Die erste und über hundert Jahre einzige unterirdische Bahnlinie ist die kurze Tünel-Bahn. Diese Standseilbahn im Tunnel wurde 1875 eröffnet. In Europa ist nur die Londoner U-Bahn älter (Eröffnung 1863). Die 573 Meter lange Strecke, die über zwei Stationen verfügt, überwindet eine Höhe von 60 Metern, liegt im Stadtteil Beyoğlu und wird heute nicht zur U-Bahn gezählt.
Mit dem Bau moderner U-Bahnen als Massentransportmittel wurde in Istanbul aufgrund zunehmender Staus und dem drohenden Verkehrsinfarkt erst Ende der 1980er Jahre begonnen.

### Bau der modernen U-Bahn-Strecken

#### Anfänge in den 1980er Jahren
1986/87 wurde zunächst der Bau einer Stadtbahn beschlossen, die 1989 von Aksaray nordwestwärts unterirdisch gebaut wurde. Die Linie wurde bis 1995 in den Stadtteil Yenibosna erweitert. Der Ausbau erreichte den Atatürk-Flughafen im Westen der Stadt 2002. Die 20 km lange Linie hat heute 18 Stationen. Sie wurde lange Zeit als Hafif Metro, also wörtlich „Leicht-U-Bahn“ bezeichnet, was man mit Stadtbahn übersetzen könnte. Allerdings ist sie vollständig von anderem Straßen- und Schienenverkehr getrennt und überall ist niveaugleicher Zustieg möglich, was sie zu einer vollwertigen U-Bahn macht. Das einzige, was an eine Stadtbahn erinnert, ist der Betrieb mit Oberleitung, statt mit für U-Bahnen typischer seitlicher Stromschiene. Deshalb wurde die Linie in M1 umbenannt, umgangssprachlich wird sie aber gelegentlich noch als „Hafif Metro“ bezeichnet.
Mit der Straßenbahnlinie T4 hat Istanbul aber tatsächlich eine Stadtbahn, die mit den deutschen Stadtbahnen z. B. in Köln, Frankfurt oder Stuttgart vergleichbar ist. Die T4-Züge verkehren im Norden der Linie als Straßenbahn mit Kreuzungen mit dem Straßenverkehr. Einige Stationen sind aber unterirdisch und damit dem U-Bahn-Betrieb ähnlich.

#### 1990 bis 2013
Die Bauarbeiten an der zweiten U-Bahn-Strecke begannen im Jahr 1992. Das erste Teilstück zwischen Taksim-Platz und 4. Levent mit sechs Stationen wurde am 16. September 2000 in Betrieb genommen. Die Züge fuhren zu Spitzenzeiten im Fünf-Minuten-Takt und beförderten täglich 130.000 Passagiere. Eine Fahrt zwischen den beiden Endstationen dauerte rund 12 Minuten. Die U-Bahn wurde nach der Cut-and-Cover-Methode erbaut, um einem Erdbeben der Stärke 9 standzuhalten. Die sechs jeweils andersfarbig gestalteten Stationen des ersten Teilstücks sind 4. Levent, Levent, Gayrettepe, Şişli, Osmanbey und Taksim. Am 30. Januar 2009 wurde die Strecke an beiden Enden verlängert: im Süden um eine Station vom Taksim-Platz nach Şişhane und im Norden um drei Stationen vom 4. Levent bis Atatürk Oto Sanayi. Am 2. September 2010 wurde am nördlichen Ende die Station Darüşşafaka eröffnet. Seit dem 11. November 2010 wird auch durch einen Nebenzweig der Linie die Station Seyrantepe angefahren, bei der sich die Türk Telekom Arena befindet. Am 22. Mai 2011 wurde das Stück nach Hacıosman eröffnet.
Mit dem Bau einer weiteren Strecke, diesmal auf der asiatischen Seite, deren Vorplanungen bis ins Jahr 2005 reichen, wurde 2010 begonnen. Die dort verkehrende Linie M4, die unter der Schnellstraße D-100 verläuft, wurde am 17. August 2012 eröffnet. Sie führt vom Stadtteil Kadıköy nach Kaynarca und hat vorerst 19 Stationen. In İbrahimağa/Ayrılıkçeşme ist ein Umstieg zum Marmaray-Netz bzw. zur S-Bahn und in Kadıköy zur Straßenbahnlinie T3 möglich. In Ünalan kann zum Metrobüs umgestiegen werden, der zur europäischen Seite Istanbuls fährt.
Eine vierte U-Bahn-Strecke, die auf der europäischen Seite im Nordwesten der Stadt liegt und von der Linie M3 bedient wird, wurde am 10. September 2012 dem Fahrgastbetrieb übergeben. Der Lückenschluss vom Busbahnhof Esenler zur Station Kirazlı an der M3 wurde mit der Fertigstellung der M1B am 14. Juni 2013 vollendet.

### Neu- und Ausbau weiterer Linien ab 2014
Im September 2014 wurden neben der M2 auch die Linien M1A und M1B an den Marmaray-Bahnhof Yenikapı angebunden. Nach dem Ende des Testbetriebes erfolgt die offizielle Einweihung am 29. Oktober 2014. Mit der Schließung der 700 m langen Lücke zwischen der bisherigen Endstation Aksaray und dem S- und U-Bahnknotenpunkt Yenikapı ist somit in Istanbul erstmals ein größeres geschlossenes Schnellbahnnetz entstanden.
Vier weitere U-Bahnlinien, die M5 auf der asiatischen Seite, die M6, M7 und M9 im europäischen Teil der Stadt, wurden seitdem gebaut. Eröffnungstermine waren Dezember 2017 für die M5, April 2015 für die M6 und im Oktober 2020 ging das westliche Teilstück der M7 in Betrieb. Das erste Teilstück der M9 wurde am 29. Mai 2021 in Betrieb genommen.

## Farbschema und Liniensymbole
Jeder Metrolinie ist im Verkehrsliniennetz Istanbuls eine Linienkennfarbe und ein Liniensymbol zugeordnet. Istanbul Ulasim verwendet in der graphischen Darstellung für alle Schienensysteme und den Metrobüs runde Liniensymbole, die jeweils durch die Buchstaben 'M’ Metro, 'B’ für Banliyö Trenı (S-Bahn) und 'T' für Tramvay (Straßenbahn) unterschieden werden.

## Linienverläufe

### Linie M1A
Der südöstliche Ausgangspunkt der M1 ist der S- und U-Bahnhof in Yenikapı. In Aksaray – westlich der historischen Halbinsel – besteht eine Umsteigemöglichkeit zur T1. Bis zur Station Ulutbatlı-Topkapı, der Umsteigestation zur Haltestelle Vatan der Stadtbahnlinie T4, läuft die Strecke unterirdisch unterhalb des Adnan Menderes Boulevard nach Nordwesten. An der Station Kartaltepe-Kocatepe dreht der Linienverlauf nach Südwesten zur Verzweigung mit der M1B am Otogar. Die Strecke der Linie M1A nimmt hier Kurs über den Bahnhof Zeytinburnu, einer Umsteigemöglichkeit zur Straßenbahnlinie T1; sie passiert die Stadtviertel Ataköy, Bahçelievler und das Messezentrum und führt unterirdisch zu ihrem südwestlichen Endbahnhof, dem Atatürk-Flughafen. Die Stationen Aksaray, Emniyet-Fatih, Topkapı-Ulubatlı, Bakırköy-İncirli, Bahçelievler und Flughafen liegen unterirdisch. Oberirdisch, aber auf einem eigenen Gleiskörper angelegt, sind die Stationen Bayrampaşa-Maltepe, Sagmalçılar, Kartaltepe-Koçatepe, Otogar, Esenler, Terazidere, Zeytinburnu, Ataköy/Şirinevler und Yenibosna. Die U-Bahnhöfe Davutpaşa, Merter und DTM-Fuar (Messezentrum) liegen auf einem Viadukt.

### Linie M1B
Der Linienast der M1B verlässt den gemeinsamen Verlauf mit der M1A am Busbahnhof Otogar. Die Strecke führt oberirdisch bis Esenler und ab dem umgebauten U-Bahnhof Esenler in unterirdischem Verlauf westwärts bis Kirazlı, wo sie an der M3 solange endet, bis die neun Kilometer lange Strecke zwischen Kirazlı und dem südwestlich gelegenen Bahnhof Halkalı fertiggestellt ist. Für die Verlängerung wurde der Bahnhof Kirazlı als Kreuzungsbahnhof ausgebaut.

### Linie M2
Die Strecke der Linie M2 beginnt im S-Bahnhof Yenikapı und verläuft unterirdisch in nördlicher Richtung durch die historische Halbinsel. Das Goldene Horn überquert sie auf der Metrobrücke über das Goldene Horn, auf der sich auch der U-Bahnhof Haliç (Goldenes Horn) befindet. Nach der Querung erreicht der Linienverlauf den wiederum unterirdisch gelegenen U-Bahnhof Şişhane im Stadtteil Beyoğlu. Nordöstlich liegt auf dem Streckenverlauf der Taksim-Platz; von dort aus kann in die unterirdische Standseilbahn F1 und zur Nostalgie-Straßenbahn T5 umgestiegen werden. Nördlich des modernen Zentrums liegen u. a. Osmanbey, Şişli (mit Anschluss zum Metrobüs), Gayrettepe und der Finanzdistrikt Levent. In Sanayi verzweigt sich die Linie nach Westen zur Fußballarena in Darüşşafaka sowie nach Norden Richtung Hacıosman. Bis auf die Brücke über das Goldene Horn ist der komplette Linienverlauf unterirdisch. Die Inbetriebnahme der südlichen Verlängerung nach Yenikapı ist am 15. Februar 2014 erfolgt. Dabei befindet sich der U-Bahnhof Haliç in die Mitte der Brücke.

### Linie M3
Die Austragung der Olympischen Spiele, für die sich Istanbul erfolglos beworben hatte, setzte eine Anbindung der Sportstätten an das öffentliche Bahnnetz voraus. Die Strecke der Linie M3 beginnt an ihrem südlichen Ende in Kirazlı. An dieser Station entstand mit der Fertigstellung der M1B eine Umsteigemöglichkeit zu dieser Richtung Osten zum Busbahnhof führenden Linie. Bisher verläuft die Strecke der M3 Richtung Nordwesten bis zur Station İkitelli Sanayi. Ab hier zweigt ein Ast nach Westen zum Olympiazentrum ab, welcher im Mai 2021 der M9 zugeschlagen wurde und nun nicht mehr Teil der M3 ist. Der nördlich verlaufende zweite Streckenteil endet nach vier Stationen an der Station Metrokent im Stadtteil Başakşehir.

### Linie M4
In Kadıköy nimmt die Strecke der Linie M4 ihren Ausgang am dortigen Fährhafen auf der asiatischen Seite Istanbuls; dort befinden sich in fußläufiger Entfernung auch die Straßenbahnringlinie T3 und ein Busbahnhof. Die Linie ist bis zur Station Ayrılıkçeşme, wo mit der Fertigstellung des Marmaray-S-Bahn-Projekts am 29. Oktober 2013 ein Umsteigebahnhof entstanden ist, auf nordöstlichem Kurs. Sie knickt dann nach Osten ab und verläuft ab Ünalan, wo Anschluss zum Metrobus in Richtung der europäischen Seite besteht, in südöstlicher Richtung, größtenteils unter der D-100-Schnellstraße bis Tavşantepe, ihrem vorläufigen Endpunkt.

### Linie M5
Die M5 verläuft vom S-Bahnhof Üsküdar auf der asiatischen Seite Istanbuls in östlicher Richtung bis Çekmeköy-Sancaktepe. Der Baubeginn war am 6. Juni 2012. Die M5 ist die erste vollautomatisierte und fahrerlose Metrolinie Istanbuls. In Üsküdar kann in die Züge des Marmaray-S-Bahn-Systems umgestiegen werden, die in einem Tunnel unter dem Bosporus hindurch auf die europäische Seite der Stadt fährt. In Altunizade können die Passagiere außerdem in den ebenfalls Europa mit Asien verbindenden Metrobüs umsteigen. In der Zukunft wird es eine Umstiegsmöglichkeit zu den im Bau befindlichen U-Bahnen M12 in Çarşı sowie der M8 in Dudullu geben. Das erste Teilstück wurde am 15. Dezember 2017 zwischen Üsküdar und Yamanevler eröffnet; die Gesamtlinie, mit insgesamt 16 Stationen, ging am 21. Oktober 2018 in Betrieb.

### Linie M6
Am 19. April 2015 ist die M6 in Betrieb gegangen. Die Linie M6 umfasst vier Stationen und verläuft von ihrem westlichen Ausgangspunkt, dem M2 Bahnhof Levent, 3,3 Kilometer Richtung Bosporus. Die Fahrt von Levent nach Hisarüstü dauert fünf Minuten. Pro Stunde können mit der Linie 10.000 Passagiere befördert werden. Das Ziel ist eine bessere Anbindung des am Bosporus gelegenen Stadtteils Aşiyan an die M2. An der östlichen Endstation Hisarüstü, an welcher die Boğaziçi-Universität liegt, wird es eine Umsteigemöglichkeit in eine Seilbahn geben.

### Linie M7
Die Strecke der Linie M7 wird den Stadtteil Beşiktaş über Şişli mit den nordwestlichen Stadtteilen verbinden und am Goldenen Horn im Norden vorbeiführen. Das Ende der Ausschreibung für den Bau der Strecke war am 18. September 2013. Am 13. Februar 2014 wurde mit dem Bau des ersten Streckenabschnitts von Mecidiyeköy nach Mahmutbey begonnen. Das westliche Ende der 18 km langen Strecke, die 15 Stationen hat, liegt in Mahmutbey an der M3. Weitere Korrespondenzstationen, entlang der Linie, befinden sich in Karadeniz Mahallesi zur T4 Stadtbahn, in Alibeyköy zur T5 Straßenbahn (seit 4. Januar 2021 im Betrieb) und in Şişli/Mecidiyeköy, wo ein größerer Umsteigebahnhof zur M2 und zum Metrobus entstanden ist.
Eine weitere wichtige Verbindung entsteht derzeit an der Kağıthane Station zu der im Bau befindlichen M11 zum Istanbul Airport.
Durch die 18 km langen Doppeltunnel können stündlich in jede Richtung bis zu 70.000 Passagiere befördert werden und die Fahrt dauert 32 min. Die Strecke verläuft mit Ausnahme von zwei Viadukten (Kağıthane und Alibeyköy) unterirdisch, bedient sechs Stadtbezirke (Şişli, Kağıthane, Eyüp, Gaziosmanpaşa, Esenler und Bağcılar) und liegt im Einzugsbereich von 3 Millionen Einwohnern. Es wird erwartet, dass die M7 eine der am stärksten ausgelastetsten Linien Istanbuls wird.
Die M7 ist die erste selbstfahrende U-Bahn auf der europäischen Seite Istanbuls und wurde am 28. Oktober 2020 eröffnet.

### Linie M9
Am 29. Mai 2021 wurde der erste Teilabschnitt der Linie M9 zwischen Ikitelli Ataköy–Bahariye eröffnet. Die Gesamtlänge beträgt 17,2 km. Sie befindet sich vollständig auf dem europäischen Teil der Stadt.

### Gesamtnetz
Das Metronetz in Istanbul ist 243,26 km lang und hat 158 Stationen. Wenn alle Projekte wie geplant durchgeführt werden, wird Istanbul ein Gesamtmetronetz von 345,3 km mit 225 Stationen haben. Hinzu kommen weitere schienengebundene Systeme wie die, weitestgehend oberirdisch operierende, S-Bahn Marmaray mit 76,6 km und 43 Stationen, die Stadtbahn und Tramlinien mit 46,5 km und 80 Stationen, verschiedene Seil- und Standseilbahnen (2,6 km, 10 Stationen) und schlussendlich der vom Autoverkehr getrennte Metrobus mit 50,5 km und 45 Stationen.
| Linie   | Strecke                                            | Eröffnung          | Länge            | Bahnhöfe    | Anmerkungen zum Planungs- und Ausbaustand |
| ------- | -------------------------------------------------- | ------------------ | ---------------- | ----------- | --- |
|         | Yenikapı ↔ Atatürk Havalimanı (Flughafen) / Kiazli | 3. September 1989  | 26,8 km          | 23          | Westerweiterung von Kirazlı bis Halkalı (9,7 km mit 9 Stationen) im Bau. |
|         | Yenikapı ↔ Hacıosman bzw. Seyrantepe               | 16. September 2000 | 23,49 km         | 16          | Westliche Verlängerung von Yenikapı nach Sefaköy (14 km mit 10 Stationen) in Planung. |
|         | Kirazlı ↔Bakırköy-İDO                              | 31. März 2013      | 26,7 km          | 19          | - |
|         | Kadıköy ↔ Sabiha Gökçen Havalimanı (Flughafen)     | 17. August 2012    | 33,5 km          | 23          | Westerweiterung von Tavşantepe bis Tuzla (7,9 km mit 6 Stationen) im Bau. |
|         | Üsküdar ↔ Samandıra Merkez                         | 21. Oktober 2018   | 26,5 km          | 20          | Restliche Strecke Samandıra Merkez bis Sultanbeyli mit 4,4 km mit 8 Stationen im Bau. |
|         | Levent ↔ Hisarüstü                                 | 19. April 2015     | 3,3 km           | 4           | Eröffnet am 19. April 2015. |
|         | Yıldız ↔ Mahmutbey                                 | 28. Oktober 2020   | 20 km            | 17          | Linie seit Oktober 2020 auf dem Abschnitt Şişli Mecidiyeköy – Mahmutbey im Betrieb. Osterweiterung von Şişli Mecidiyeköy bis Kabataş (6,5 km mit 4 Stationen) im Bau. Westerweiterung von Mahmutbey nach Esenyurt (18,5 km mit 9 Stationen) teilweise im Bau. |
|         | Parseller ↔ Bostancı                               | 6. Januar 2023     | 14,2 km          | 13          | Eröffnet am 6. Januar 2023. |
|         | Bahariye ↔ Altköy                                  | 29. Mai 2021       | 17,2 km          | 5           | - |
|         | Pendik ↔ Sabiha-Gökcen-Flughafen                   | -                  | 5,1 km (geplant) | 2 (geplant) | Linie in Planung (Die Linie wird zu großen Teilen die Schienen der M4 Verlängerung zum Flughafen mitbenutzen. Die komplette Streckenlänge wird dann 9,01 km mit 6 Stationen sein).                                                                            |
|         | Gayrettepe ↔ Arnavutköy Hastane                    | 22. Januar 2023    | 51,5 km          | 10          | Halkalı ↔ Arnavutköy Hastane (31,5 km) ist im Bau. Eröffnung Januar 2025. |
|         | 60. Yıl Parkı ↔ Kazım Karabekir                    | -                  | 13 km            | 11          | Linie im Bau. |
| Gesamt: | Gesamt:                                            | Gesamt:            | 243,26 km        | 158         | |

## Ausbauplanungen und Baufortschritt

Erweiterungen des Istanbuler Schnellverbindungsnetzes

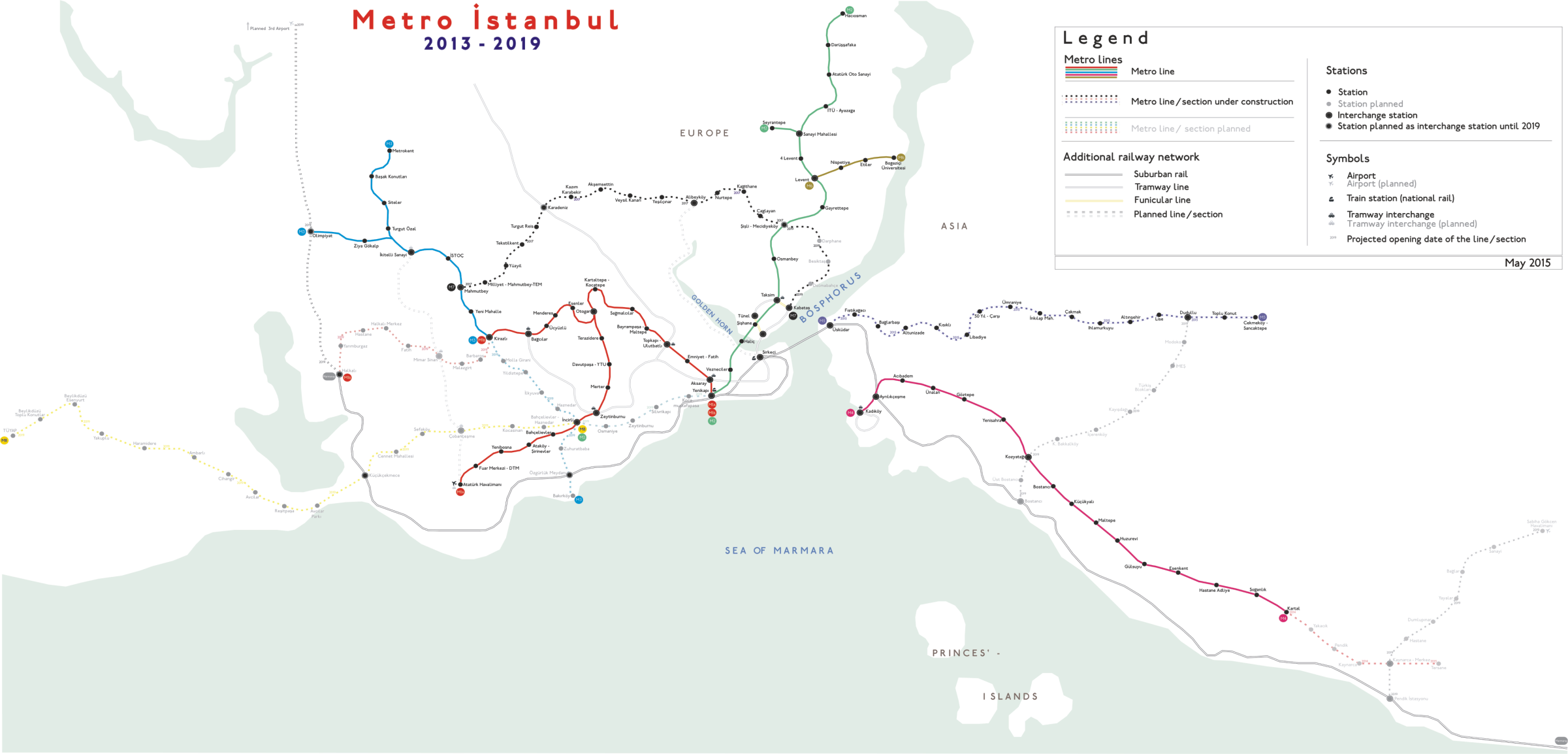
Bestehendes Metro-Netz Istanbuls (mit Ausbau und Planungen bis 2019) als geographische Darstellung

Das Metro-Netz Istanbuls befindet sich derzeit nach Jahren der Stagnation in einem stetigen Aufbau, wobei die verschiedenen Projekte unterschiedlich weit gediehen sind. Es handelt sich teilweise um den Neubau von U-Bahn-Linien; zum anderen Teil um Verlängerungen bestehender Systeme mit dem Ziel, die Linien zu kreuzen und zusammenzuführen (z. B. M1B/M3 bzw. M1A & M1B/M2/S-Bahn). 2013 wurde ein Plan der Stadtverwaltung unter dem Titel „Metro überall, Metro überall hin“ veröffentlicht, der vorsieht den Ausbau des gesamten Schnellschienennetzes (einschließlich S-Bahn und Tram) bis nach 2019 auf eine Länge von 774 km voranzutreiben. Das Ziel wird seit 2010 schrittweise umgesetzt: Am 13. Juni 2013 ist die Linie M1B in Betrieb gegangen. Sie ist ein Westabzweig von der M1 ab dem Otogar (Fernbusbahnhof), so dass die bisherige Linie M1 (Aksaray-Atatürk-Flughafen) jetzt M1A heißt. Eine auf der asiatischen Seite befindliche Linie M5 hat 2017 den regulären Fahrgastbetrieb aufgenommen. Die Metro-Linie von Kabataş nach Mahmutbey (M7) wurde, auf einem ersten Teilabschnitt, im Oktober 2020 in Betrieb genommen. Der Bau einer von Bakırköy-İncirli an der M1A westlich nach Beylikdüzü (TÜYAP) geplanten Metro-Linie wurde in den offiziellen Nahverkehrsplan aufgenommen. Zudem führt seit 2015 im Finanzdistrikt Levent eine aus vier Stationen bestehende und als Mini-Metro bezeichnete Linie ab der Station Levent ostwärts Richtung Bosporus. In der mittelfristigen Planung soll das Istanbuler Schienennetz (S- und Trambahn sowie Metro) nach offiziellen Verlautbarungen der Stadtverwaltung bis 2019 auf 404 Kilometer erweitert werden. Darin sind bei der Metro die Westerweiterungen der bestehenden Linien M1B bis zur S-Bahn-Station Halkalı und der M2 von Yenikapı bis İncirli ebenso enthalten, wie der Neubau zweier Linien auf der asiatischen Stadtseite: Eine davon wird den Sabiha-Gökçen-Flughafen mit der M4 und der interkontinentalen S-Bahn-Strecke Marmaray verbinden. Die zweite Linie wird von Bostancı nordwärts die M4 an der Station Kozyatağı kreuzen und diese mit der Linie M5 an der Station Dudullu verbinden.

### Erweiterung der M1B
Die M1B wird derzeit um 9 weitere Stationen westwärts von Kirazlı nach Halkalı um 9,7 km verlängert. Im Zuge dieser Erweiterung werden auch alle Bahnsteige der älteren M1 Stationen verlängert, um künftig längere Züge einsetzen zu können und die M1 Linie, kapazitätstechnisch, zu einer vollwertigen U-Bahn zu machen. In Halkalı wird es eine Verbindung zum bestehenden Marmaray und YHT Bahnhof sowie zu der im Bau befindlichen M11 geben.

### Erweiterung der M3
Die M3 verzweigt sich an der Station İkitelli Sanayi in zwei Streckenäste. Ein Streckenast geht dabei von Kirazlı nach Başakşehir, der andere Ast zum Atatürk-Olympiastadion im Nordwesten, welcher mittlerweile zur M9 umgewidmet wurde. In Kirazlı, dem vorläufigen südlichen Endbahnhof der M3, ist ein Umstieg zwischen M3 und M1B möglich. Langfristig soll die M3 südwärts bis zum Marmaray-Bahnhof Bakırköy erweitert werden. Auf dieser 9 km langen Verlängerung werden weitere sieben Stationen liegen.
Außerdem ist eine weitere Verlängerung im Norden der Strecke im Bau. Es entstehen vier weitere Stationen von Başakşehir bis nach Kayaşehir. Ziel dieses Ausbaus ist unter anderem die Anbindung des Başakşehir City Hospital Komplexes an das Metrosystem.

### Erweiterung der M4

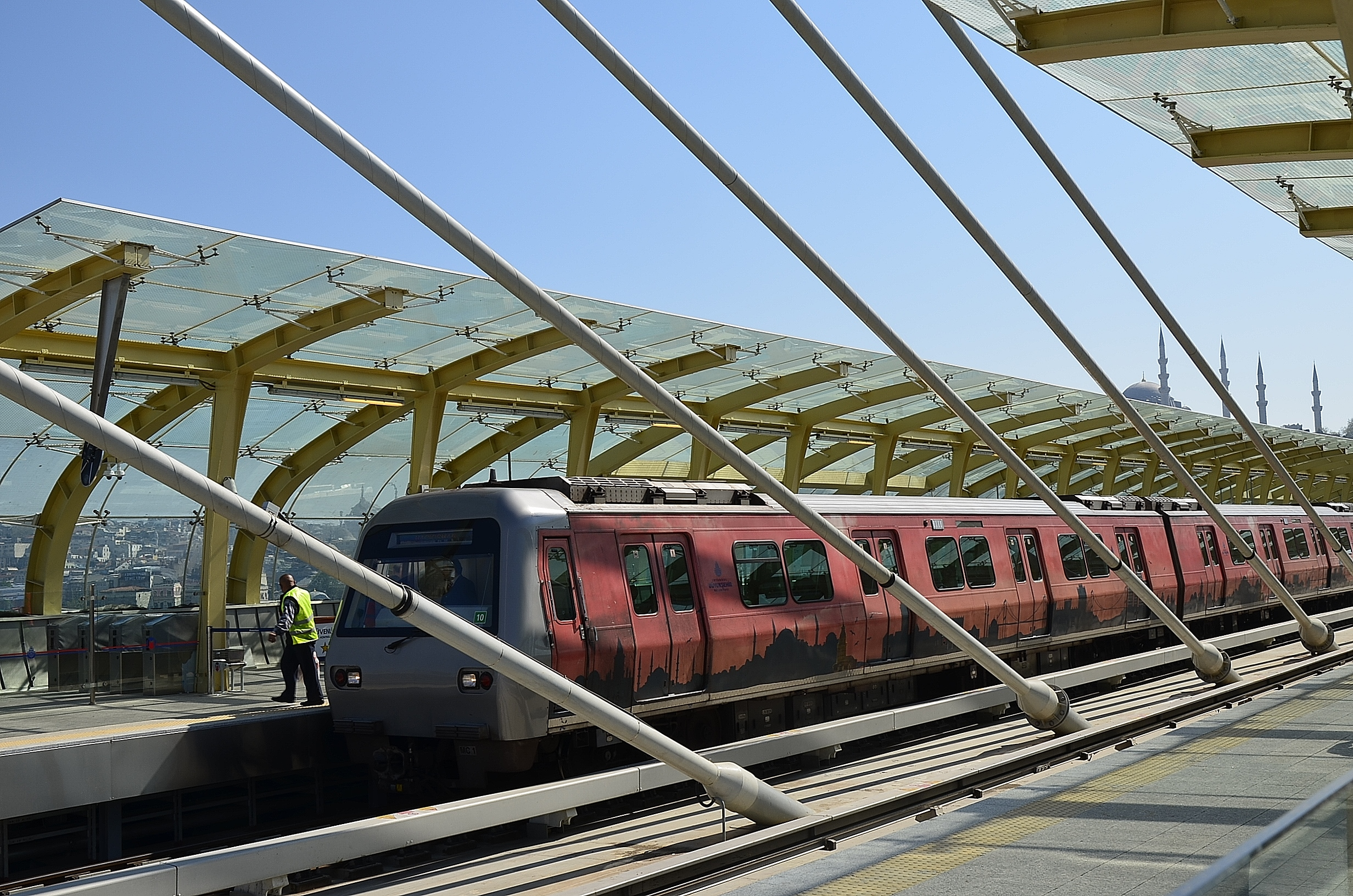
Die Metrostation Haliç auf der Brücke über dem Goldenen Horn

Die Linie M4 wurde im Südosten zunächst von Kartal bis Tavşantepe erweitert, sie war bereits für die Anbindung an den Sabiha-Gökçen-Flughafen vorgesehen. Am 19. August 2015 wurde der Vertrag für die Verlängerung der M4 bis zum Flughafen unterzeichnet. Den Zuschlag erhielt das Konsortium der türkischen Firmen Gülermak und YSE. Der zuletzt eröffnete Abschnitt bis zum Flughafen beträgt 7,4 km und wurde am 2. Oktober 2022 eröffnet. Er beginnt bei Tavşantepe und hat weitere vier Stationen. Die Fahrzeit zwischen Kadiköy und dem Flughafen beträgt 46 Minuten. Damit ist der Flughafen Sabiha Gökçen erstmals in seiner Geschichte an das Istanbuler Metronetz angeschlossen, während die Anbindung des neuen Istanbuler Flughafens durch die Linie M11 noch nicht in Betrieb war. In Bau ist auch eine Abzweigung von Tavşantepe weiter in den Südosten bis Içmeler, außerdem soll künftig eine Zweiglinie M10 von Sabiha Gökçen bis Fevzi Çakmak die Strecke der M4 mitbenutzen und von dort nach Pendik abzweigen. In Pendik besteht Anschluss an die Express-S-Bahn Marmaray.

### Erweiterung der M5
Die M5 wird derzeit um 8 weitere Stationen und 10,9 km ostwärts von Çekmeköy nach Sultanbeyli ausgebaut. Eine Kreuzung mit der geplanten M13 in Sarigazi wurde vorerst gestrichen da die Planungen für die M13, aufgrund zu niedriger erwarteter Passagierzahlen, derzeit auf Eis liegen.
In ferner Zukunft soll die M5 weiter südostwärts bis nach Kurtköy verlängert werden, wo in der Nähe der Viaport Shopping Mall, im Rahmen der geplanten YHT Schnellfahrstrecke über die Yavuz-Sultan-Selim-Brücke zwischen Gebze, Flughafen Istanbul und Halkalı, ein YHT Bahnhof entstehen soll.

### Erweiterung der M7
Die M7 wird derzeit um einen im Bau befindlichen Streckenast im Osten und eine geplante Verlängerung im Westen ausgebaut. Der Streckenabschnitt der bereits im Bau ist, beginnt in Kabataş, wo ein Anschluss zur Straßenbahnlinie T1 und zu der F1 Standseilbahn hergestellt wird. Die Strecke wird nordwärts über Besiktaş bis zum Bahnhof Şişli/Mecidiyeköy verlaufen und am dortigen U-Bahnhof die Linie M2 und den Metrobus kreuzen. Archäologische Funde in Besiktaş und Kabataş haben die Bauarbeiten stark verzögert und es ist kein verlässliches Fertigstellungsdatum bekannt.
Die geplante Westverlängerung soll von Mahmutbey in die weiter entfernten Vororte nach Esenyurt gehen. Auch dieser Ausbau verzögert sich, da die Streckenführung mit dem geplanten Kanal Istanbul kollidiert.

### Erweiterung der M9 von Bahariye nach Ataköy
Diese Erweiterung entsteht auf der europäischen Seite und wird in Nord-Süd-Richtung die M9 von Bahariye mit der M1A in Yenibosna sowie der Marmaray Station in Ataköy verbinden. In ferner Zukunft wird es entlang der Linie einige Umstiege zu geplanten Linien geben. Die Station Mehmet Akif wird einen Zustieg zu der geplanten Verlängerung der M7 ermöglichen, die Mimar Sinan Station zur Verlängerung der M1B sowie die Çobançeşme Station zur M2. Die Linie wird eine Gesamtlänge von 17,3 km mit insgesamt 14 Stationen haben.

## Bau der neuen Linien M10, M11 und M12
Etliche Strecken werden derzeit neu gebaut:

### Bau der M10 von Pendik zum Sabiha-Gökcen-Flughafen
Diese, im Vergleich kurze Linie, soll auf asiatischer Seite den YHT und Marmaray Bahnhof in Pendik mit dem Sabiha-Gökcen-Flughafen verbinden. Die Linie wird in großen Teilen die Schienen der M4 Verlängerung zum Flughafen teilen.

### Bau der M11 von Gayrettepe zum Flughafen Istanbul und nach Halkalı
Diese Metro ist eine der ambitioniertesten Linien der letzten Jahre, sie verbindet den weit entfernten neuen Flughafen Istanbul mit dem restlichen Metrosystem. Ihr erster Abschnitt wurde am 22. Januar 2023 eröffnet (Kağıthane – Istanbul Airport). Um die Gesamtlänge von 37,2 km in ~26 min zu bewältigen, werden U-Bahnen eingesetzt, die mit max. 120 km/h operieren (anstatt der üblichen 80 km/h). In der ersten Ausbaustufe gibt es auf dieser Linie nur insgesamt 9 Zwischenstopps, von denen wiederum lediglich zwei innerhalb der Stadtgrenzen Istanbuls liegen. Diese zwei Stationen ermöglichen einen Umstieg zum restlichen Netz an der Station Kağıthane zur M7 sowie in Gayrettepe zur M2. Das Flughafengelände wird insgesamt drei Stationen haben. Zuerst ist nur das Hauptterminal 1 angebunden; später das Frachtterminal sowie das in Planung befindliche 2. Passagierterminal. In einer weiteren Ausbaustufe wird die M11 vom Flughafen zum YHT und Marmaraybahnhof in Halkalı verlängert.

### Bau der M12 von Göztepe nach Ümraniye
Diese Linie entsteht auf der asiatischen Seite und wird in Nord-Süd-Richtung die M5 in Çarşı mit der M4 in Yenisahra sowie der Marmaray Station in Göztepe verbinden. Entlang dieser Metro entsteht derzeit das neue Finanzzentrum von Istanbul. Die Linie wird eine Gesamtlänge von 13 km mit insgesamt 11 Stationen haben.

### Planung einer Linie von Bakırköy-İncirli nach Beylikdüzü
Die Ausschreibungen für eine Metrolinie von Bakırköy-İncirli nach Beylikdüzü, einen Vorort ganz am westlichen Rand der Metropole gelegen, wurden Ende 2012 abgeschlossen. Der Bau der Linie wurde von der Stadtverwaltung in den Nahverkehrsentwicklungsplan aufgenommen. Obwohl ein Baubeginn noch nicht feststeht, ist die Realisierung der Strecke damit offiziell.
Die 25 km lange Strecke wird am Bahnhof Bakırköy-İncirli der M1A/M3 beginnen. Von dort aus wird die Strecke nördlich des Flughafens bis zur S-Bahn-Station Küçükçekmece verlaufen und südlich des Küçükçekmece-Sees der Schnellstraße D-100 in nordwestlicher Richtung bis Beylikdüzü (Tüyap) folgen. Die Linie wird vorerst 17 Stationen haben.

## Wichtige Knotenpunkte der Metro- bzw. Schnellbahnlinien
| Stationsname                       | kreuzende / sich verzweigende Linien                        | Anmerkung                                   |
| ---------------------------------- | ----------------------------------------------------------- | ------------------------------------------- |
| Ulutbatlı-Topkapı / Vatan          | M1A/B ↔ Stadtbahnlinie (Hafif Metro) T4                     |                                             |
| Aksaray bzw. angrenzende Stationen | M1A/B ↔ Straßenbahnlinie T1                                 |                                             |
| Yenikapı                           | M1A/B ↔ M2 ↔ Straßenbahnlinie T6 ↔ S-Bahn (Marmaray)        |                                             |
| Zeytinburnu                        | M1A ↔ Straßenbahnlinie T1                                   |                                             |
| Bağcılar                           | M1B ↔ Straßenbahnlinie T1                                   |                                             |
| Otogar                             | M1A ↔ M1B                                                   | Verzweigung in Süd- (A) und Weststrecke (B) |
| Taksim                             | M2 ↔ Straßenbahnlinie T2 ↔ (unterirdische) Seilbahnlinie F1 |                                             |
| Kabataş                            | M7 ↔ Straßenbahnlinie T1 ↔ (unterirdische) Seilbahnlinie F1 |                                             |
| Şişhane                            | M2 ↔ Straßenbahnlinie T2 ↔ (unterirdische) Seilbahnlinie F2 |                                             |
| Kirazlı                            | M1B ↔ M3                                                    |                                             |
| Sanayi                             | M2 ↔ M2                                                     | Verzweigung Westast/Nordast                 |
| Şisli-Mecidiyeköy                  | M2 ↔ M7                                                     |                                             |
| Gayrettepe                         | M2 ↔ M11                                                    |                                             |
| İkitelli Sanayi                    | M3 ↔ M9                                                     |                                             |
| Mahmutbey                          | M3 ↔ M7                                                     |                                             |
| Kadıköy                            | M4 ↔ Straßenbahnlinie T3                                    |                                             |
| Ayrılıkçeşme / İbrahimağa          | M4 ↔ S-Bahn (Marmaray)                                      |                                             |
| Levent                             | M2 ↔ M6                                                     |                                             |
| Seyrantepe                         | M2 ↔ (unterirdische) Seilbahnlinie F3                       |                                             |
| Boğaziçi Üniversitesi / Hisarüstü  | M6 ↔ (unterirdische) Seilbahnlinie F4                       |                                             |
| Üsküdar                            | M5 ↔ S-Bahn (Marmaray)                                      | Fertigstellung 2015                         |
| Alibeyköy                          | M7 ↔ Straßenbahnlinie T5                                    |                                             |
| Kağıthane                          | M7 ↔ M11                                                    |                                             |
| Karadeniz Mahallesi                | M7 ↔ Straßenbahnlinie T4                                    |                                             |
| Dudullu                            | M5 ↔ M8                                                     |                                             |
| Kozyatağı                          | M4 ↔ M8                                                     |                                             |
| Bostancı                           | M8 ↔ S-Bahn (Marmaray)                                      |                                             |

(Metro / Metro oder Metro / andere Schienensysteme, ohne Metrobus)
An einigen Stationen, wie z. B. in Aksaray bzw. Yusufpaşa (M1/T1) oder in Ulutbatlı-Topkapı bzw. Vatan (M1/T4) muss zwischen den Haltepunkten der einzelnen Linien von Passagieren, die die Linie wechseln möchten, ein Fußweg zurückgelegt werden. Gleiches gilt auch für die Übergänge zwischen dem Metrobus-System und den Metrolinien M1 und M2, z. B. in Şişli. İstanbul Ulaşım empfiehlt in den Stationsansagen der Züge Reisenden auf der T1 in Richtung Westen und Passagieren auf der M1, die mit der T1 in Richtung der historischen Halbinsel weiterfahren wollen, in Zeytinburnu umzusteigen, da dort Metro und Straßenbahn direkt beieinander halten.
Die sich kreuzenden oder aufeinandertreffenden Linien an den neu entstehenden und entstandenen Korrespondenzstationen, z. B. Yenikapı, werden dagegen exakt am selben Ort zusammengelegt, um dadurch ein Umsteigen zu erleichtern.

## Fahrzeuge und Spurweite

### Fahrzeugtypen

#### Fahrzeuge der Linien M1Aund M1B
Auf den Linien M1A und M1B verkehren sechsachsige Gelenkwagen, die Mitte der 1980er Jahre von SGP in Graz gebaut wurden. Sie verkehrten anfangs auf der 1992 in Betrieb genommenen Straßenbahnlinie T1, die deshalb beim Bau durchgehend mit Hochbahnsteigen ausgerüstet wurde. Diese Fahrzeuge fahren mit Oberleitung. Meist verkehren Dreiwagenzüge. Jeder Gelenkwagen hat 8 Türen, vier auf jeder Seite. Das Gelenk über dem Jakobsdrehgestell ist mit einem Wagenübergang ausgerüstet. Jeder Gelenkwagen ist mit nur einem Führerstand ausgerüstet. Im Gegensatz zu den auf den übrigen Linien in Istanbul eingesetzten Wagenbauarten, gibt es in den SGP-Gelenkwagen Quersitze in Abteilanordnung. Alle Züge verfügen zur Fahrgastinformation über automatisierte akustische Systeme. Optische Displays über den Zugstandort im Netz und Umsteigebeziehungen wurden nur in einigen Waggons nachgerüstet. Nicht elektronische Liniennetzpläne sind aber vorhanden. Die Züge können Spitzengeschwindigkeiten von bis zu 80 km/h erreichen.

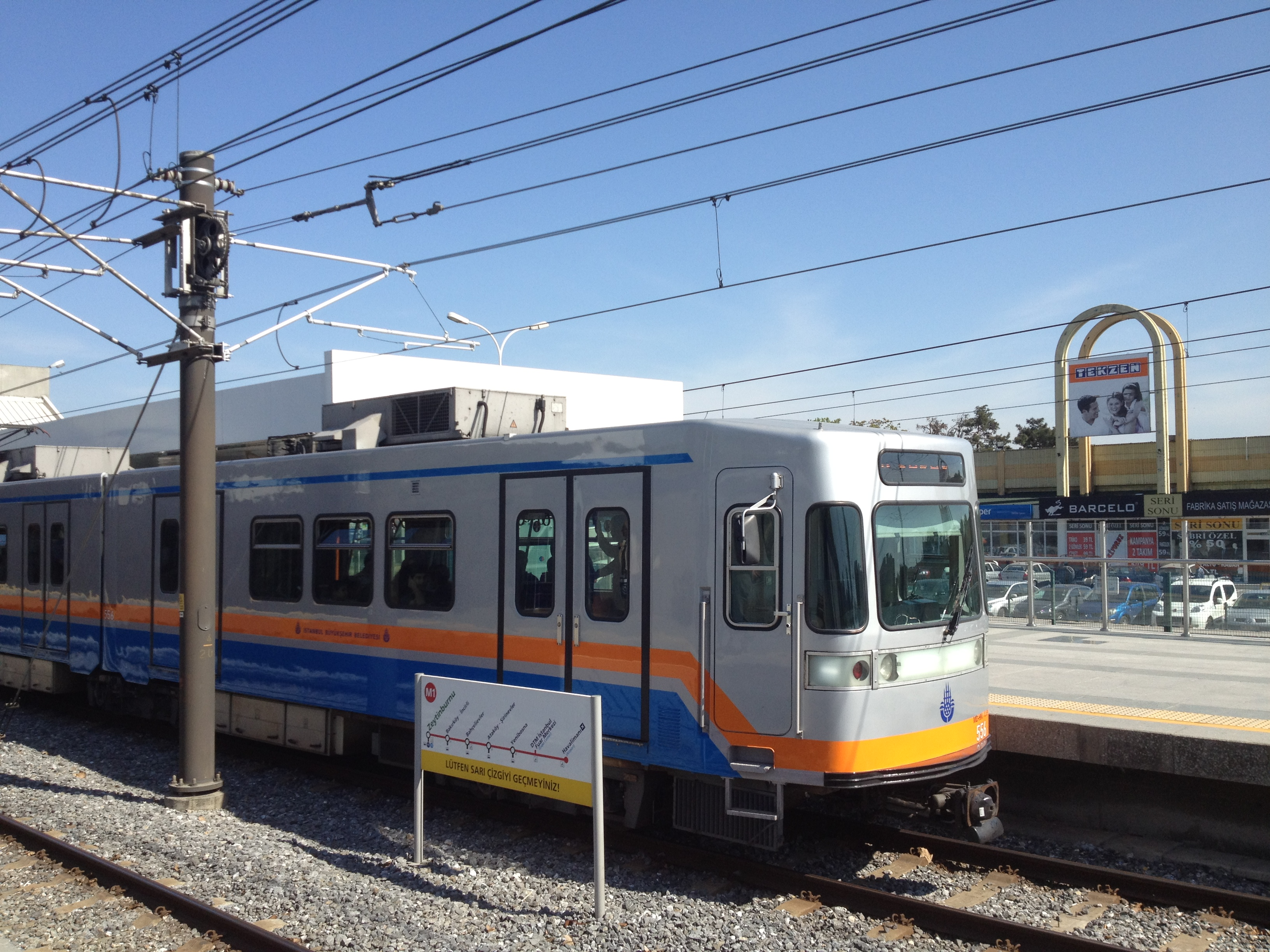
M1A-Zug auf oberirdischem Streckenabschnitt
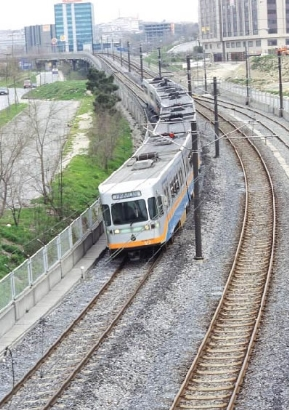
M1A-Metrozug bei der Station Zeytinburnu
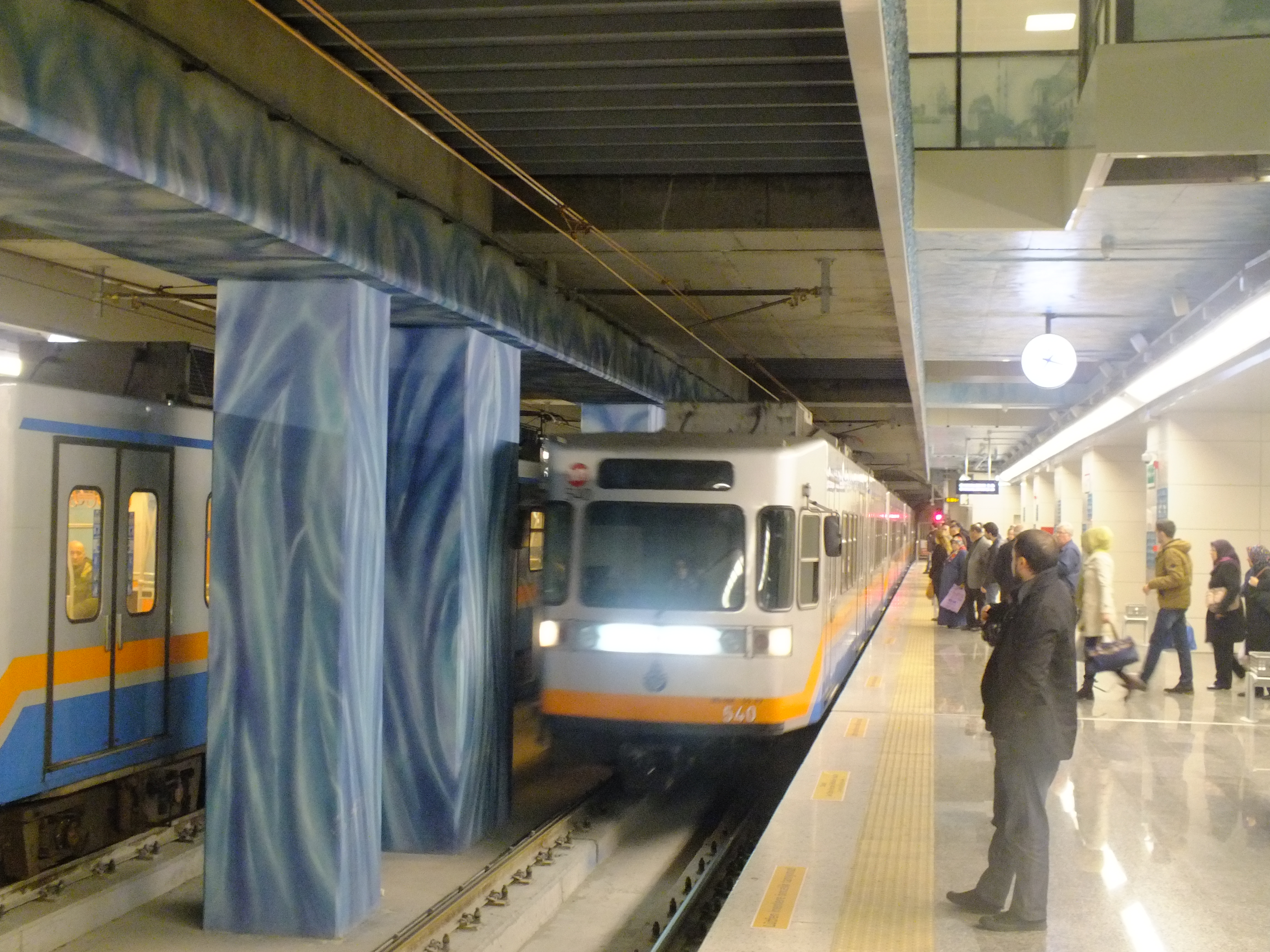
Zug in der Station Yenikapı

#### Fahrzeuge der Linie M2
Auf der M2 werden neben französischem Alstom-Wagenmaterial auch koreanische Eurotem Hyundai Rothem Metro-Zugtypen, welche allerdings in Adapazari (Türkei) hergestellt worden sind, eingesetzt. Die 124 Zugeinheiten können 230.000 Passagiere am Tag befördern. Das System ist vollautomatisiert, kann aber jederzeit manuell gesteuert werden. Die Züge werden über eine seitliche Stromschiene mit Elektrizität versorgt, die von Stromabnehmern bestrichen werden (Spannung 750 V DC). Die Höchstgeschwindigkeit beträgt 80 km/h. Die Waggons sind 3,05 Meter breit und 21,5 Meter lang. Alle Waggons verfügen über 8 Doppeltüren, so dass auf jeder Seite pro Wagen 4 Öffnungen für einen schnellen Fahrgastwechsel zur Verfügung stehen, sowie über Heizung, Klimaanlage und ein Videoüberwachungssystem.

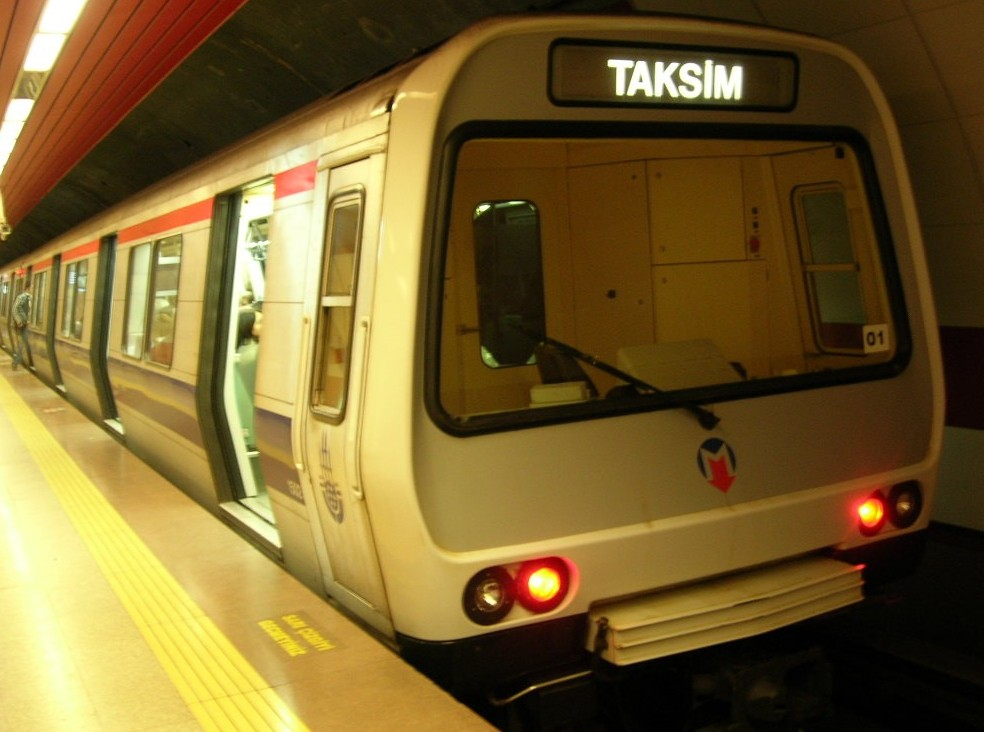
Alstom-Metrozug der Linie M2
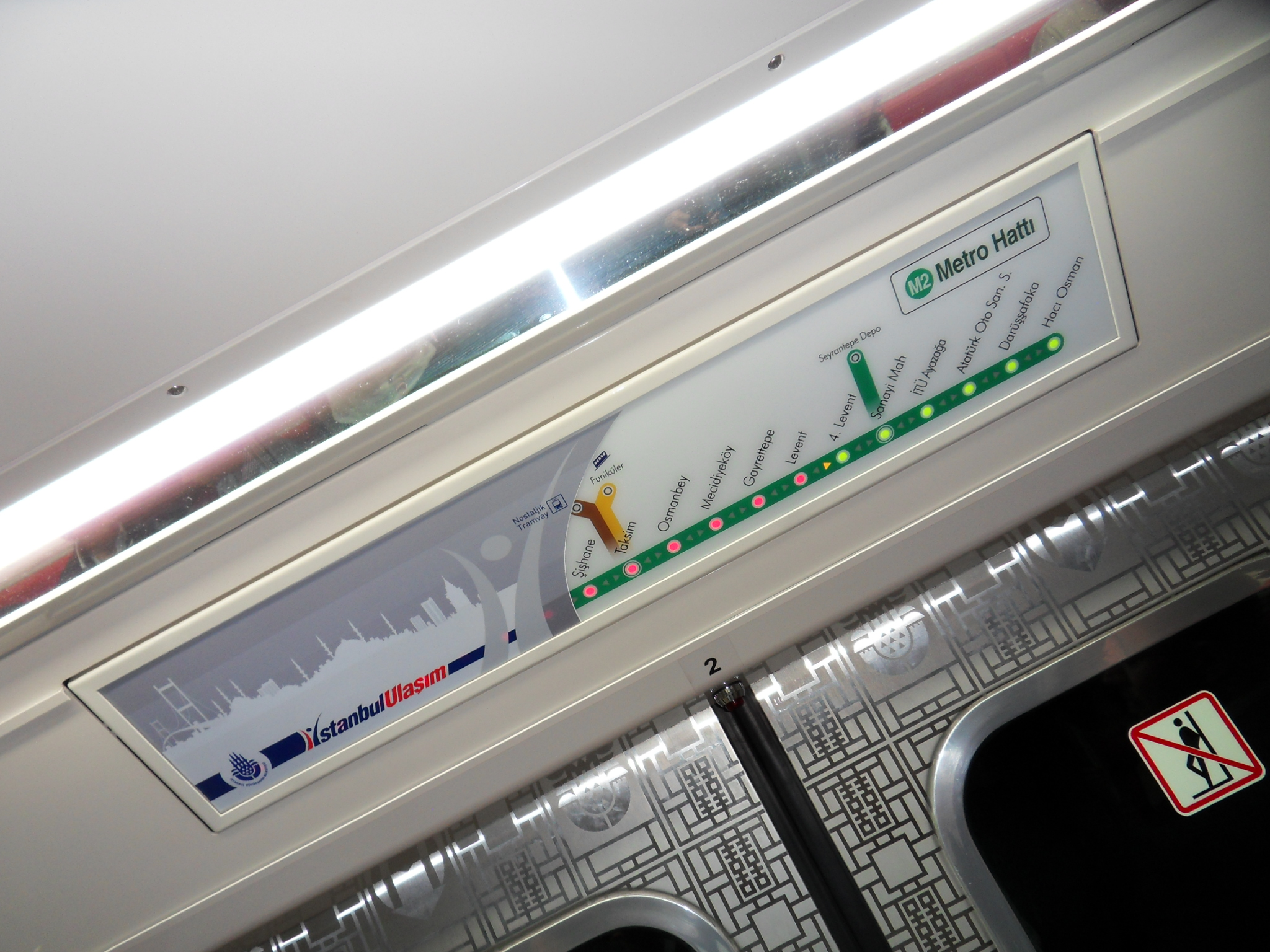
LED-beleuchteter Stationsplan in einem M2 Zug
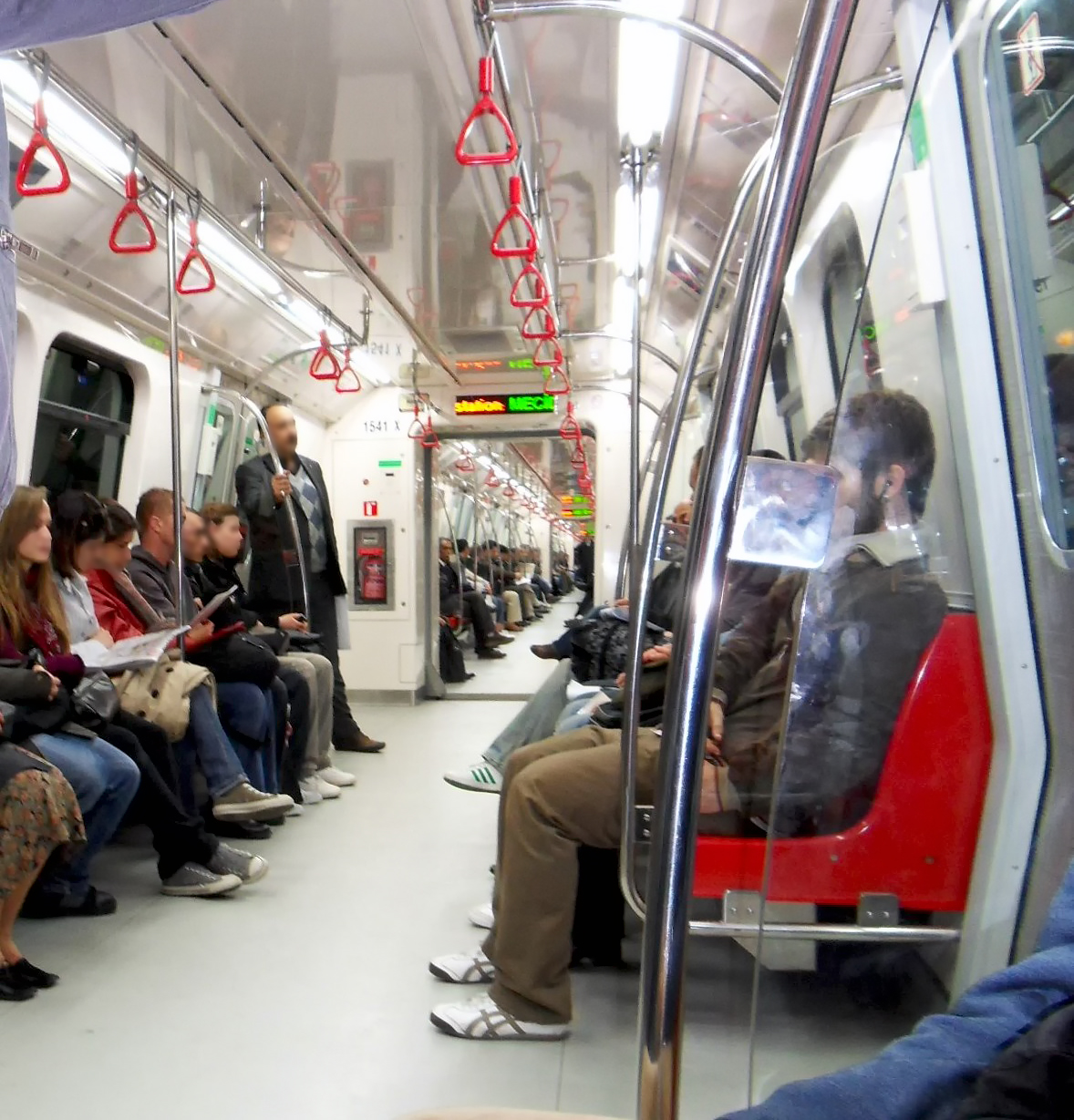
Innenansicht eines Metrowagens

#### Fahrzeuge der Linie M3
Die M3 wird mit Zuggarnituren der Marke Alstom betrieben. Es handelt sich dabei um den Typ Alstom Metropolis. Zunächst stehen für den Betrieb auf der Strecke 80 Waggons zur Verfügung. Die Züge verkehren in Vier-Wagen-Einheiten, so dass 20 Zuggespanne im Einsatz sind. Jeder Waggon hat 8 Türen. Die Waggons sind durch Übergänge verbunden, sodass die Züge für Fahrgäste durchgängig begehbar sind. Zur Fahrgastinformation gibt es ein optisches und akustisches System. Alle Züge sind videoüberwacht, wodurch eine höhere Sicherheit gewährleistet werden soll. Die Stromversorgung wird über eine Stromschiene gewährleistet, die sich an der Tunneldecke befindet (Spannung: 1500 V DC). Die Fahrzeuge sind 3,696 Meter hoch und 2,78 Meter breit.

#### Fahrzeuge der Linie M4
Die Zuggarnituren für die M4 lieferte der Hersteller CAF; sie wurden in der Stadt Beasain in Spanien entwickelt und gefertigt.
Der Vertrag über die Lieferung der Züge wurde 2009 unterzeichnet. Seit 2012 sind sie auf der Linie M4 im Einsatz. Je eine der 90 Meter langen Zugeinheit kann bis zu 1300 Passagiere befördern. Die Züge sind 3,5 Meter hoch und 3 Meter breit. Sie verkehren in Vier-Wagen-Einheiten, wobei drei Wagen motorisiert sind. Die Höchstgeschwindigkeit der Fahrzeuge liegt bei 80 km/h. Alle 144 Züge verfügen über ein modernes Zugüberwachungssystem, mit dessen Hilfe die Fahrer u. a. die Türschließautomatik, das Bremssystem und die Traktion auf einen Blick übersehen können soll. Jeder Wagen hat 8 Türen, vier auf jeder Seite. Die Energiezufuhr erfolgt über eine Stromschiene (Spannung: 1500 V DC), die sich an der Tunneldecke befindet. Installiert wurde ein optisches und akustisches Fahrgastinformationssystem und eine Videoüberwachung sowie Heizung und Klimaanlage.

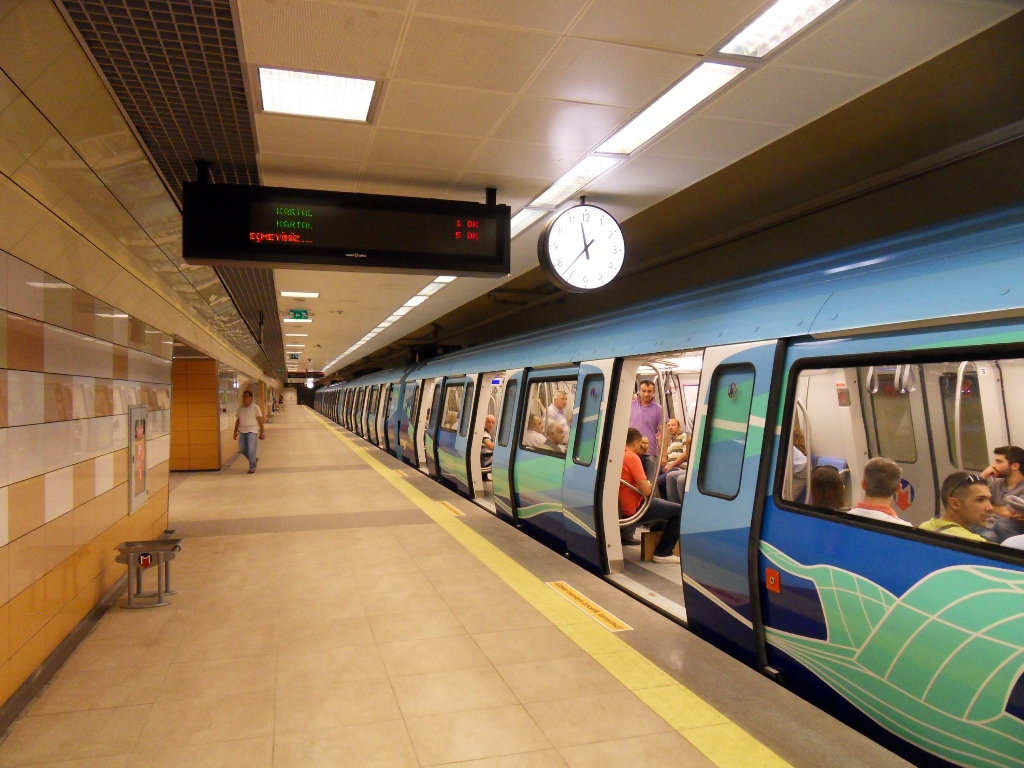
CAF-Metrozug an der M4-Station Yenisahra
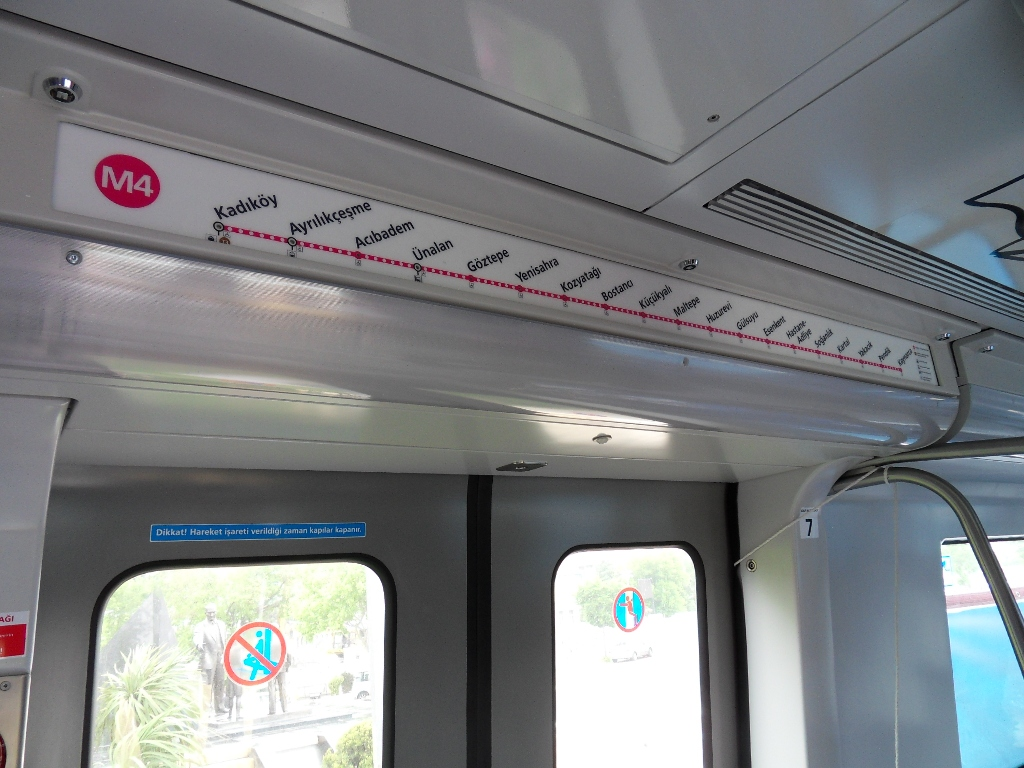
LED-Linienband-Anzeige über dem Zustieg eines M4-Zuges
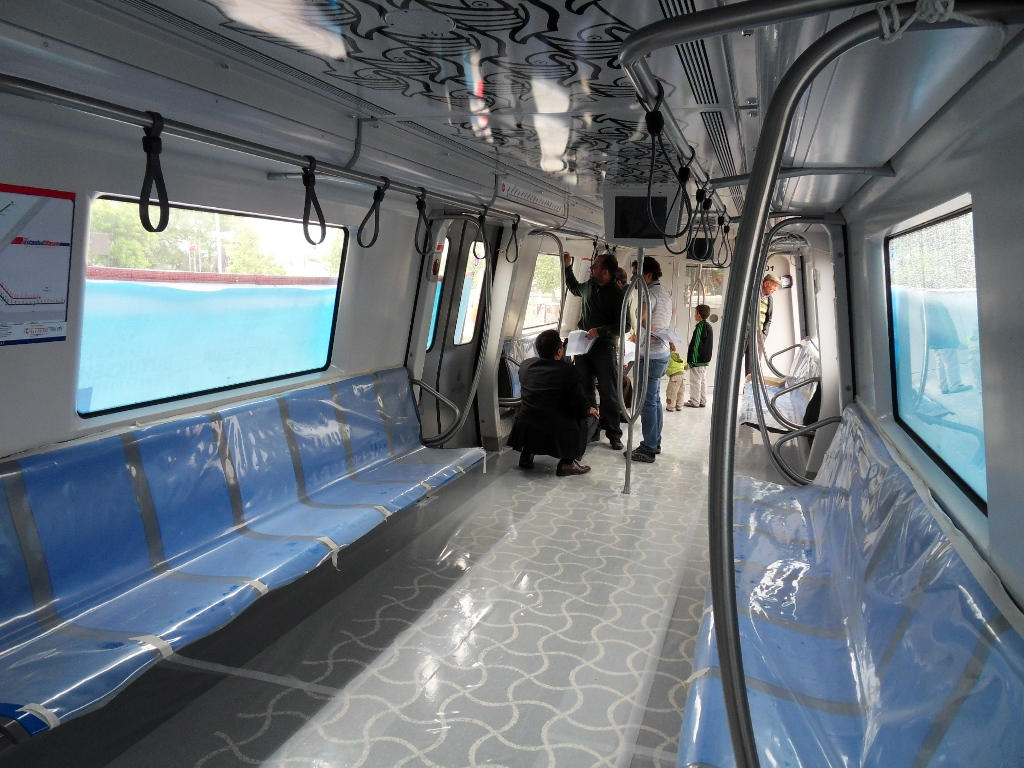
Innenausstattung eines M4-Zuges

### Spurweite
Die Spurweite beträgt auf allen Istanbuler U-Bahnen – wie auch bei der Tram (außer der meterspurigen T3) und S-Bahn – 1435 mm (Normalspur). Dies ermöglichte, dass auf der M1 und der Straßenbahnlinie T1 früher (bzw. bis heute auf der T4) die gleichen Fahrzeuge eingesetzt werden konnten.

## Stationsgestaltung

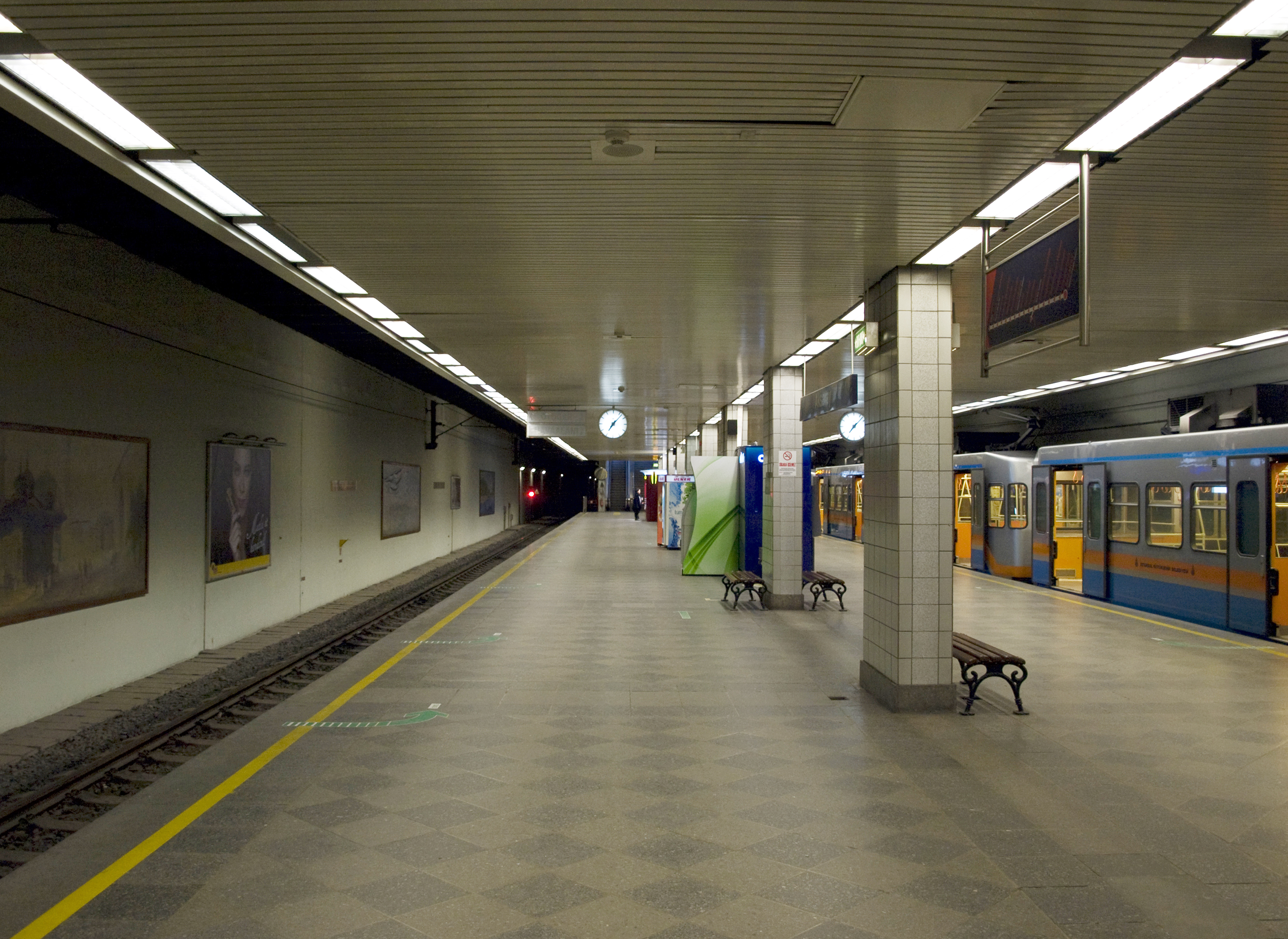
Die Metrostation Aksaray der M1 wurde 1989 eröffnet.

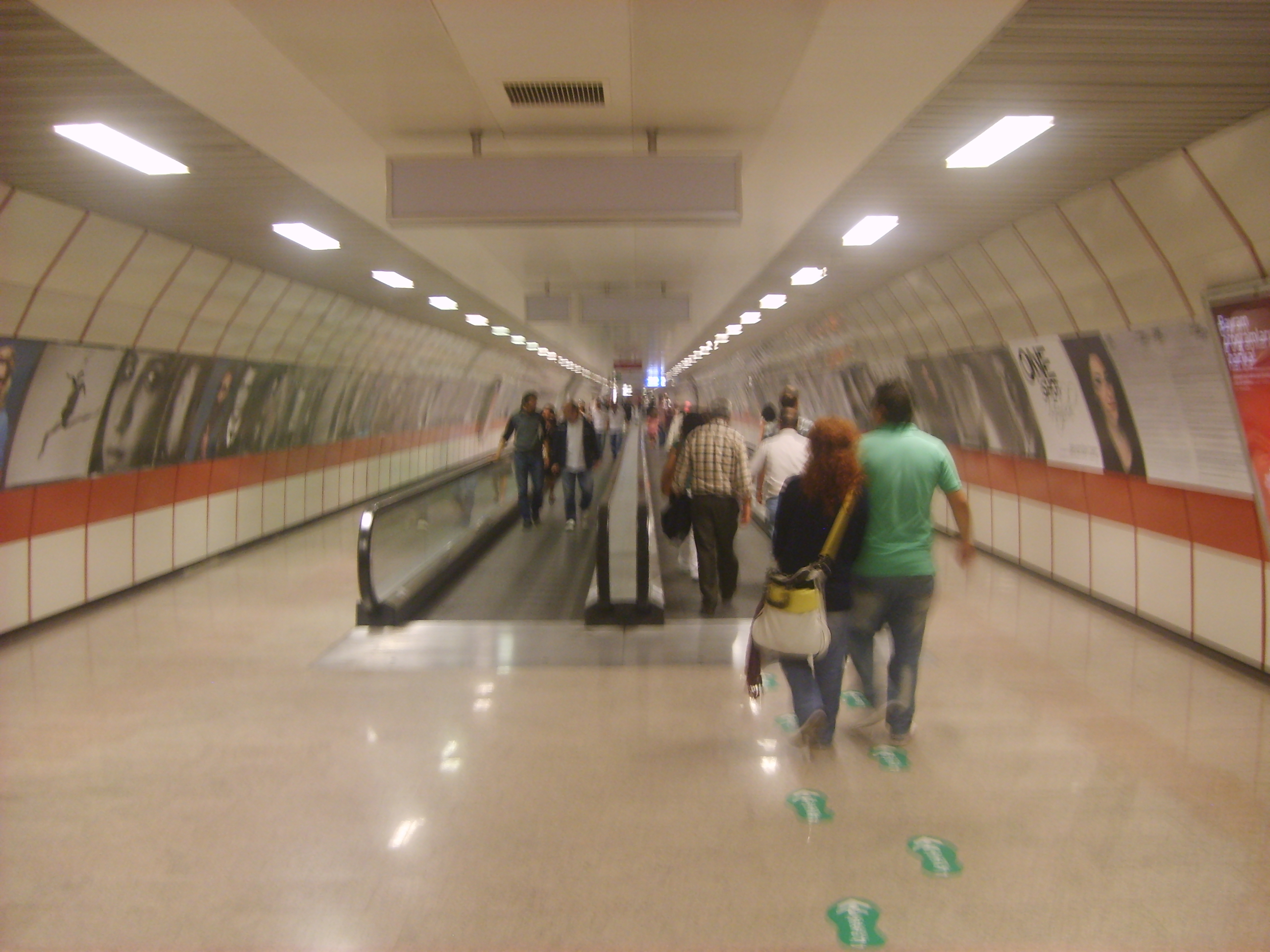
Rollsteig zum schnelleren Passagiertransfer innerhalb der Metrostation Taksim

Die in den 1980er und 1990er Jahren entstandenen Metrostationen der M1 sind sehr funktional gestaltet. Wie in vielen Stationen, die in dieser Zeit gebaut wurden, finden sich als Leuchtmittel verkleidete Leuchtstoffröhren, Fliesenböden und Deckenverkleidungen aus weißen Kunststoff-Deckenlamellen. Bei Mittelbahnsteigen wird die Bahnhofskonstruktion durch eckige geflieste Mittelsäulen gestützt. Dies ist z. B. in Aksaray, Emniyet-Fatih bzw. Topkapı-Ulutbatlı der Fall.
Zur Wandgestaltung der um das Jahr 2000 gebauten Stationen der M1, etwa Bahçelievler oder Flughafen wurden Fliesenverkleidungen verwendet. In der Metrostation des Atatürk-Flughafens erzählen Fliesenmalereien aus der Geschichte der Stadt.
Beim Bau der M2-Stationen zwischen 2000 und 2011, wurde auf helle Farbtöne geachtet. Die Grundfarbe der Wandverkleidung ist Weiß. Jeder Bahnhof erhielt zur besseren Wiedererkennung eigene zusätzliche Farbakzente, z. B. durch ein farbiges Band in der Mitte der Stationswände. Die Richtungsbahnsteige wurden auch bei Mittelbahnsteigen stärker baulich getrennt oder runde Stützsäulen eingezogen. Geschliffene Steinböden wurden auf der M2 fast an jeder Metrostation zum Standard.
Auf der M4 wurden durchgängig helle Farben in den Stations- und Zugangsbereichen verwendet. Ebenso, wie auf der M2 wurde sehr viel geschliffener Stein verbaut.

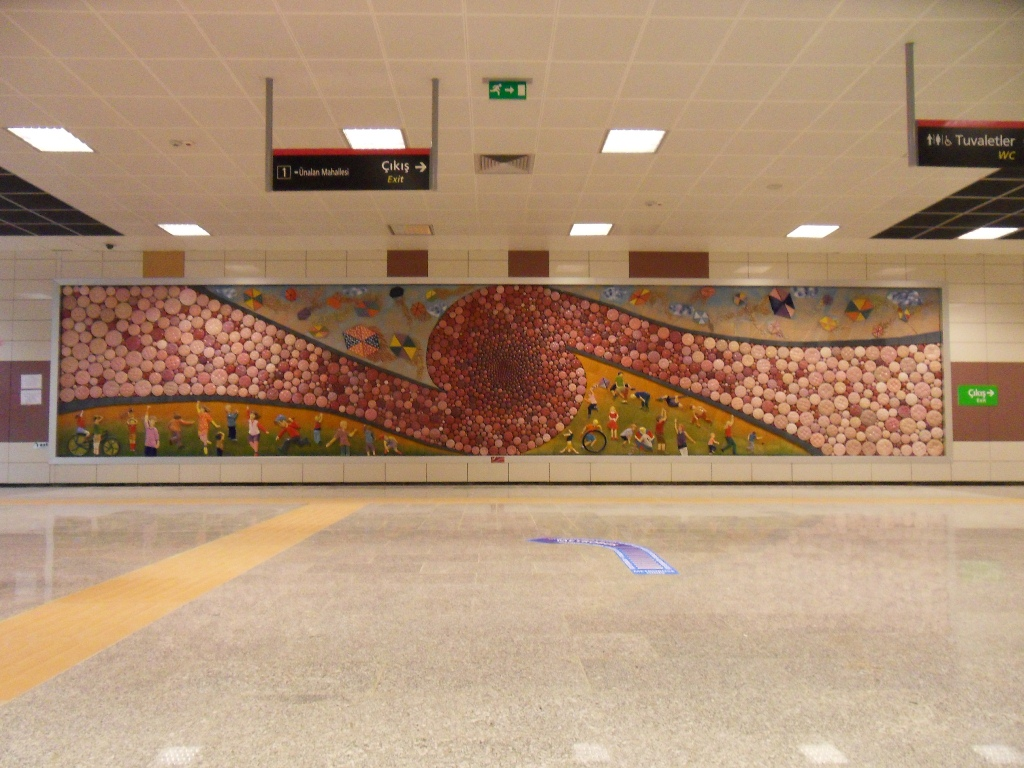
Wandmalerei im Bahnhof Ünalan an der M4
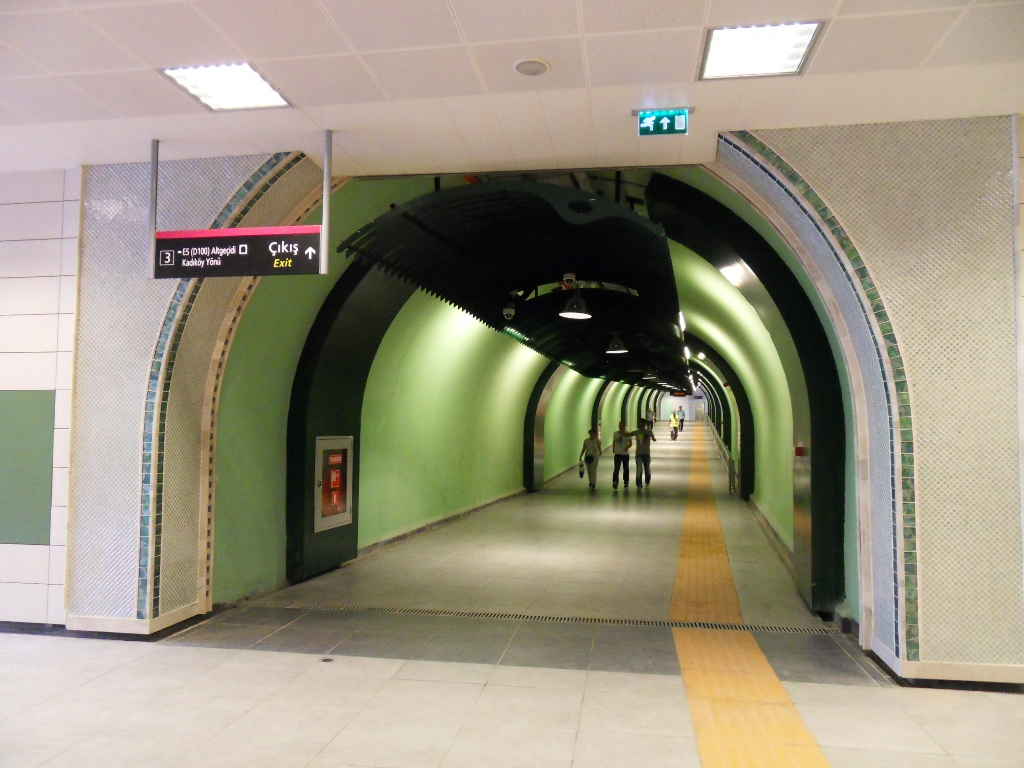
Unterführung in der M4-Station Bostancı
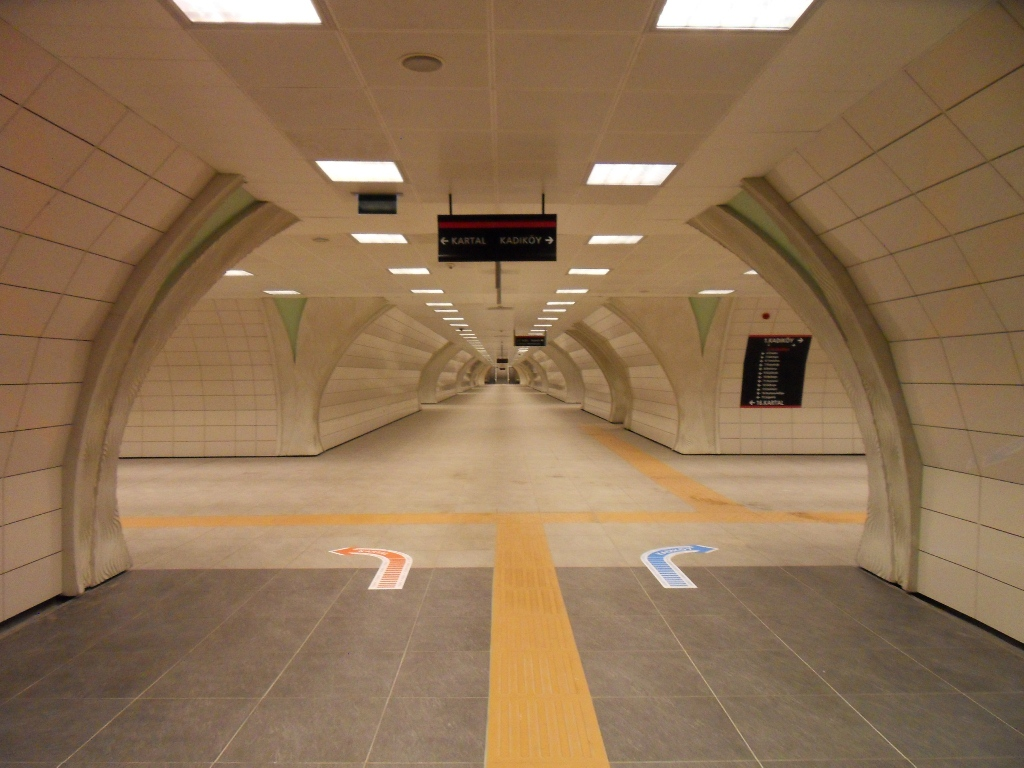
Durchgang am M4-Bahnhof Acıbadem
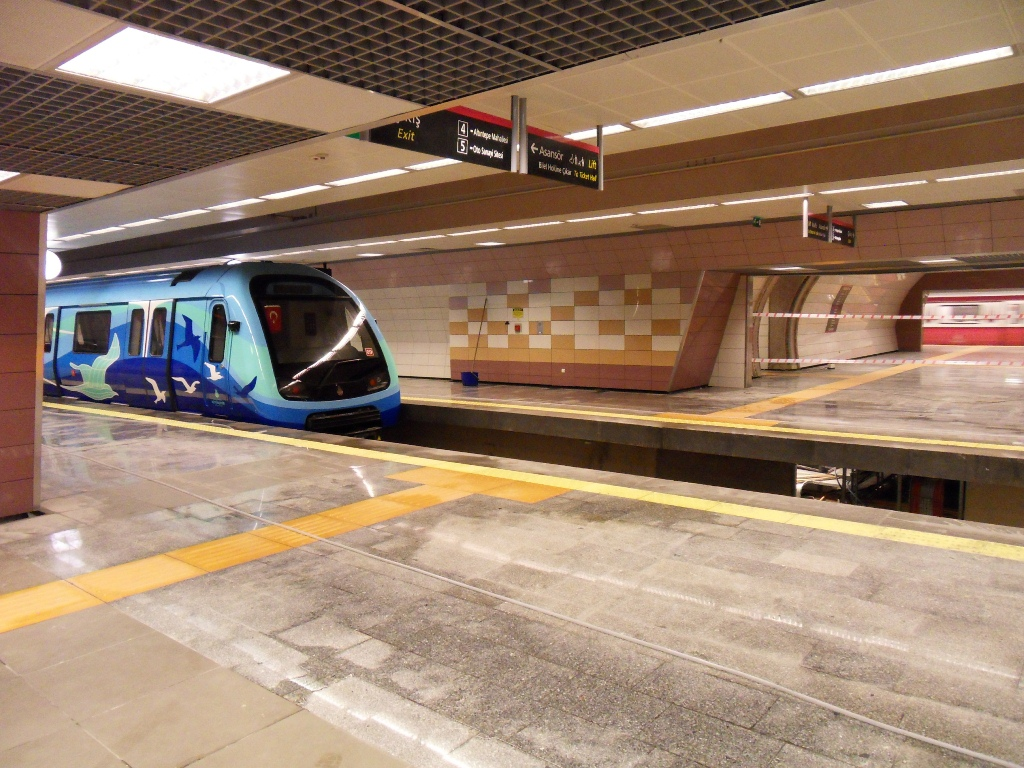
Die M4-Metrostation Bostancı
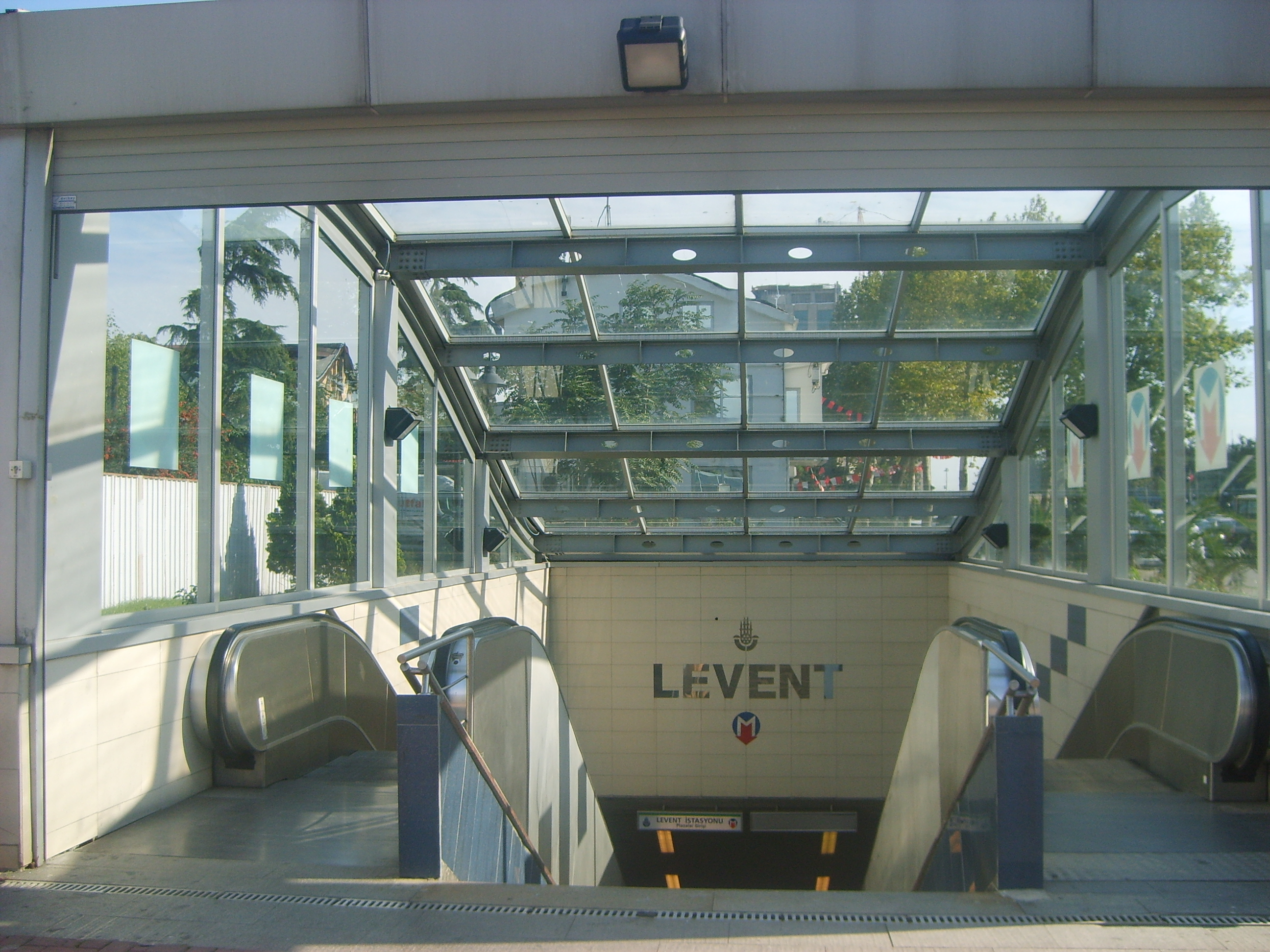
Zugang zur Metrostation Levent
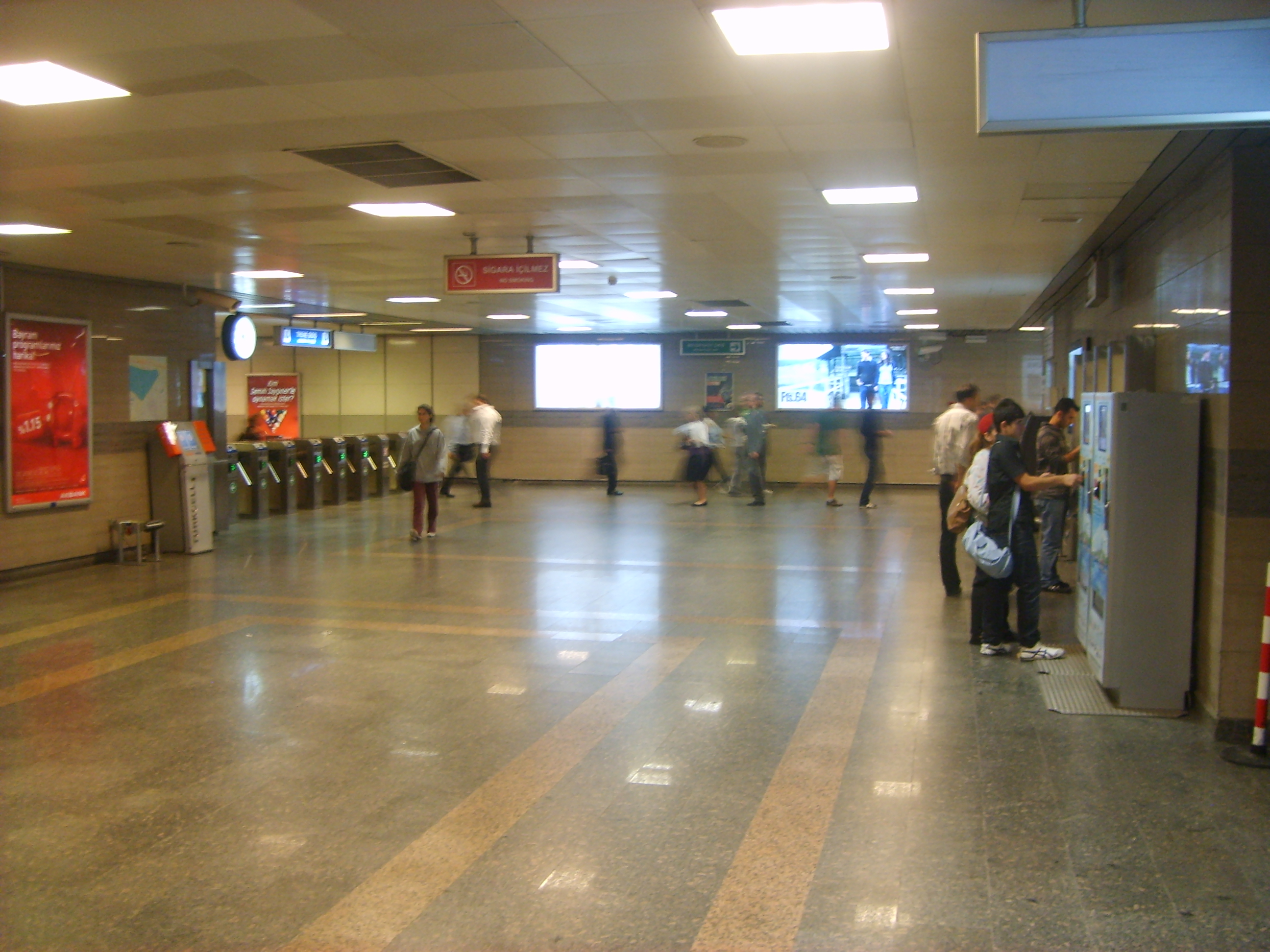
Bahnsteigsperren im Verteilergeschoss am M2-Bahnhof Şişli-Mecidiyeköy

## Betrieb

### Betreibergesellschaft

Logo des İstanbul Ulaşım

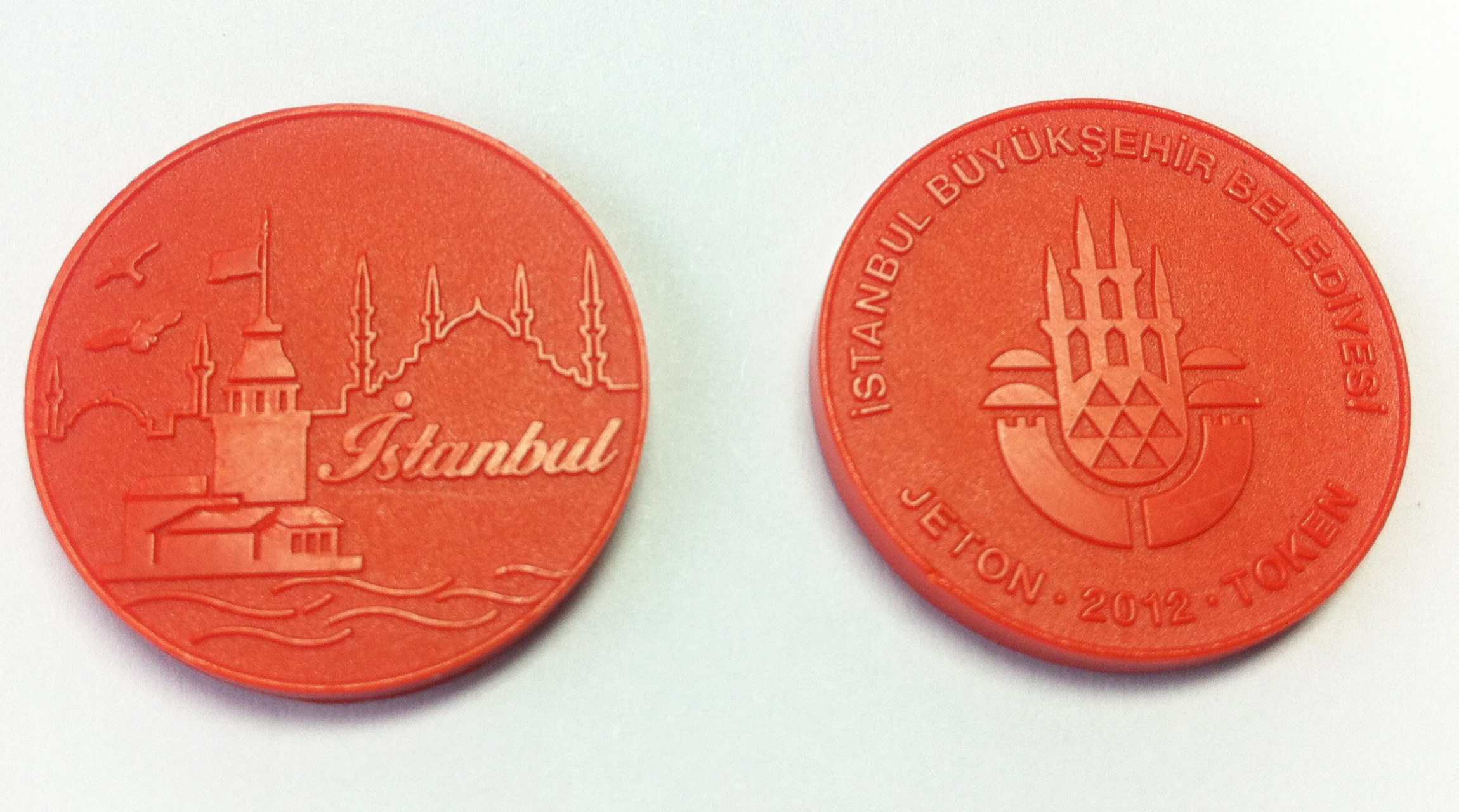
Metro-Jeton

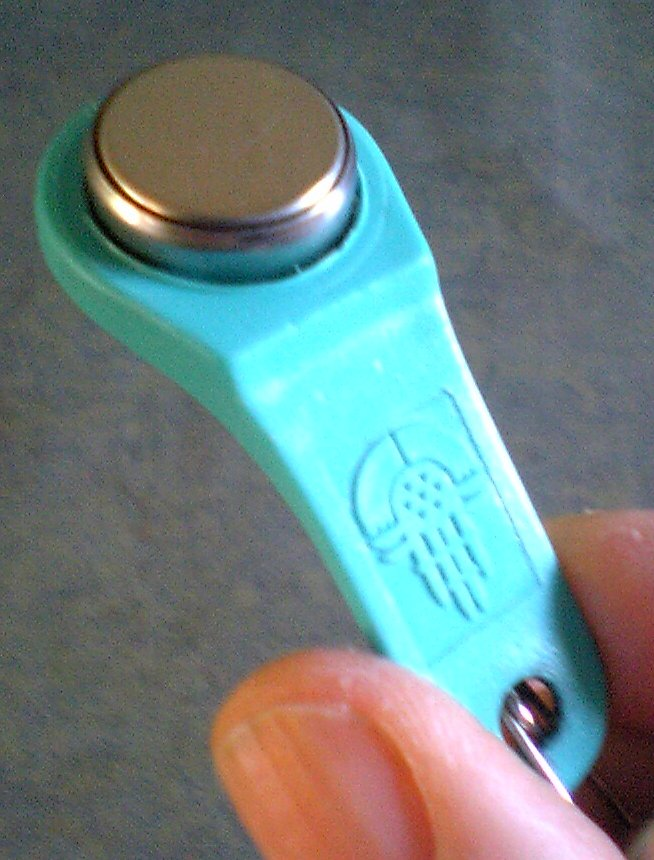
Akbil-Pass. Elektronischer Chip in spezieller blauer Haltevorrichtung

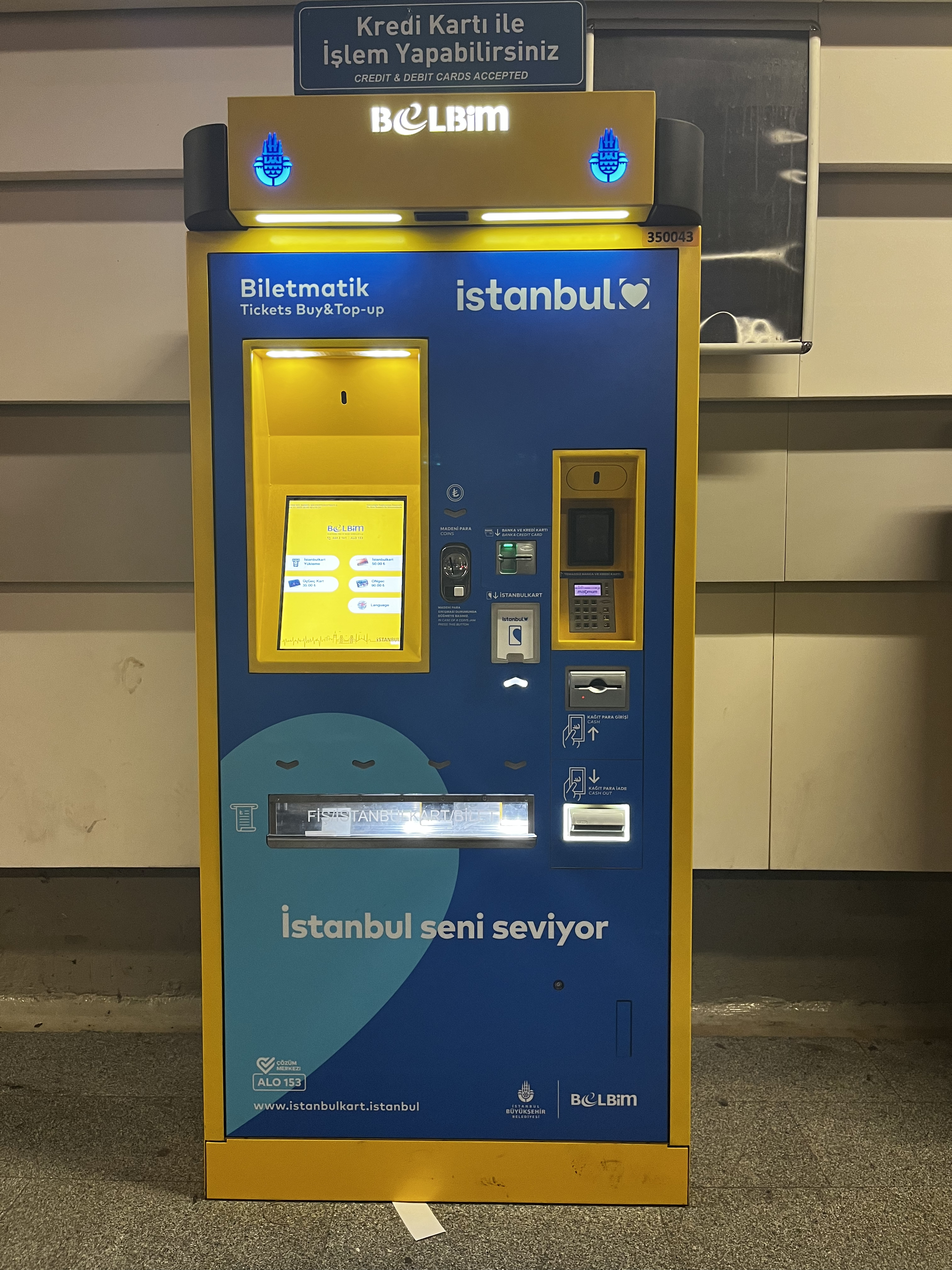
Metro-Zeitkarten-Automat für den Verkauf der „Mavi-Card“ und „Istanbul-Card“

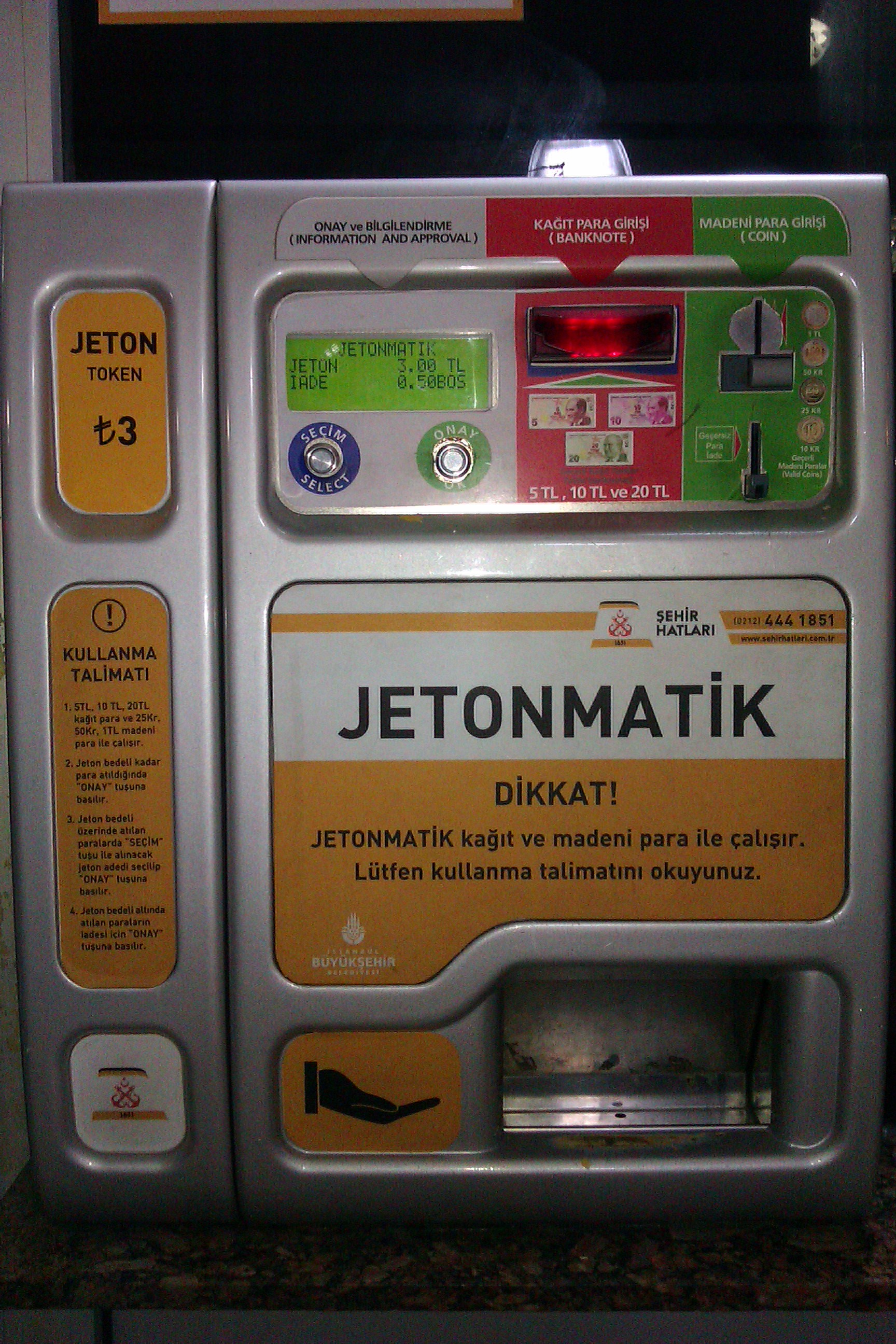
Metro-Jeton-Automat

Betreibergesellschaft der Metro ist die İstanbul Ulaşım (Istanbul Verkehr), ein städtisches Unternehmen, das sich vollständig im Besitz der öffentlichen Hand befindet. İstanbul Ulaşım betreibt neben der Metro auch einige Straßenbahn- und Seilbahnlinien. Die Gesellschaft existiert neben mehreren ebenfalls öffentlichen und privaten Verkehrsunternehmen, v. a. der städtischen İETT, die die transkontinentalen Metrobüs-Expressbuslinien, die Stadtbuslinien und Straßenbahnen unterhält sowie den städtischen Fähren, den Minibuslinien (Dolmuş), der Staatsbahn TCDD als Betreiber der S-Bahn und zuletzt den Özel Halk Otobüsleri (Private Volks-Autobussen). Allerdings besteht ein Tarifverband und die Tickets gelten in allen Verkehrsmitteln außer den Minibussen.
Mit ihren Linien transportiert İstanbul Ulaşım täglich 1.100.000 Passagiere mit steigender Tendenz. Seit November 2007 steht der Ingenieur Ömer Yıldız als Generaldirektor der Gesellschaft vor. Unter seiner Führung gliedert sich der organisatorische Aufbau von İstanbul Ulaşım in zwei Hauptabteilungen, die sich in die Bereiche Operation und technische Angelegenheiten einerseits sowie Finanzen und Verwaltung andererseits unterscheiden. Diese unterhalten jeweils mehrere Unterabteilungen, zuständig u. a. für Planung und Bauprojekte, Sicherheit, Anlagen sowie die Schienenverkehrsträger Metro, Stadtbahn und Tram.

### Betriebszeiten
Die U-Bahnen verkehren von ca. 6:00 Uhr bis zwischen 0:30 Uhr und 1:00 Uhr. In den Stoßzeiten wird ein 5-Minuten-Takt erreicht. In den späten Abend- und Nachtstunden ist der Betrieb auf einen 10-Minuten-Takt ausgedünnt. Der letzte M1A-Zug vom ehemaligen Atatürk-Flughafen in Richtung Zentrum fuhr um 1:00 Uhr aus der Station Flughafen aus.

### Tarife
Eine Metrofahrt kostet 15 TL. Diese müssen bei jedem Umstieg erneut gezahlt werden.
Bestimmte Personengruppen wie z. B. Rentner, Staatsbedienstete und Schüler erhalten besondere Vergünstigungen. Sie zahlen pro Fahrt 1,00 TL.

### Sicherheit
Alle Stationen sind mit Bediensteten eines privaten Sicherheitsdienstes bzw. Ansprechpartnern der Verkehrsbetriebe an den Bahnsteigsperren besetzt. Der Stations- und der Zugbereich werden videoüberwacht.
Größere Gepäckstücke werden an den Metrostationen – ähnlich wie an türkischen Einkaufszentren – vor dem Passieren der Bahnsteigsperre stichprobenartig durchleuchtet.
Im gesamten Gleis-, Stations- und Zugbereich besteht Rauchverbot. Unangeleinte Hunde sind ebenso nicht erlaubt.
Brandschutzeinrichtungen befinden sich darüber hinaus an allen Stationen der Metro.
Die Linien sind erdbebensicher bis zu einer Stärke 9 ausgelegt.
Bei einem etwaigen Verlust von Wertsachen befindet sich an der Station Zeytinburnu der M1 und an jeder Station der M2 und M4 ein Fundbüro ('Kayıp Eşya').